# Garanhuns
Garanhuns é um município brasileiro do agreste do estado de Pernambuco, distante 230 quilômetros da capital pernambucana, Recife. Ocupa uma área de 458,552 km², Pertence a Região Geográfica Intermediária de Caruaru e é o principal e mais populoso município da Região Geográfica Imediata de Garanhuns. Em 2022, o Instituto Brasileiro de Geografia e Estatística (IBGE) estimou sua população em aproximadamente  142.506 habitantes, sendo o nono mais populoso município pernambucano, o terceiro mais populoso do interior do estado e o segundo mais populoso da região do agreste pernambucano.
Originalmente, suas terras eram ocupadas por povos índigenas do ramo dos Cariris, quando, por volta do século XVII, brancos e negros fugidos da sujeição dos holandeses ocuparam as regiões de brejos, lá estabelecendo-se em aldeias esparsas. Em 29 de setembro de 1658, o mestre de campo Nicolau Aranha Pacheco, o capitão Cosmo de Brito Cação, Antonio Fernandes Aranha e Ambrósio Aranha de Farias receberam, do governador na época em exercício, André Vidal de Negreiros, uma sesmaria com cerca de 20 léguas de extensãoː um dos lotes da sesmaria se localizava nos campos de Garanhuns e outro lote se localizava em Panema. Nesse mesmo ano, foi fundado o Sítio Garcia, situado na região onde atualmente se localiza o distrito sede do município.
Garanhuns é o centro mais diversificado do agreste meridional, sendo polo de 32 municípios, concentrando, em seu entorno, mais de um milhão de habitantes. Garanhuns é, também, um centro regional de saúde e educação. O município, pelo seu diversificado comércio e oferta de serviços, tem no turismo, um importante fator de geração de emprego, renda e desenvolvimento, dispondo de uma grande rede de empresas prestadoras de serviços e de hotéis. Em julho, a cidade sedia o Festival de Inverno de Garanhuns, que, anualmente, atrai milhares de turistas de todo o mundo.

## Etimologia

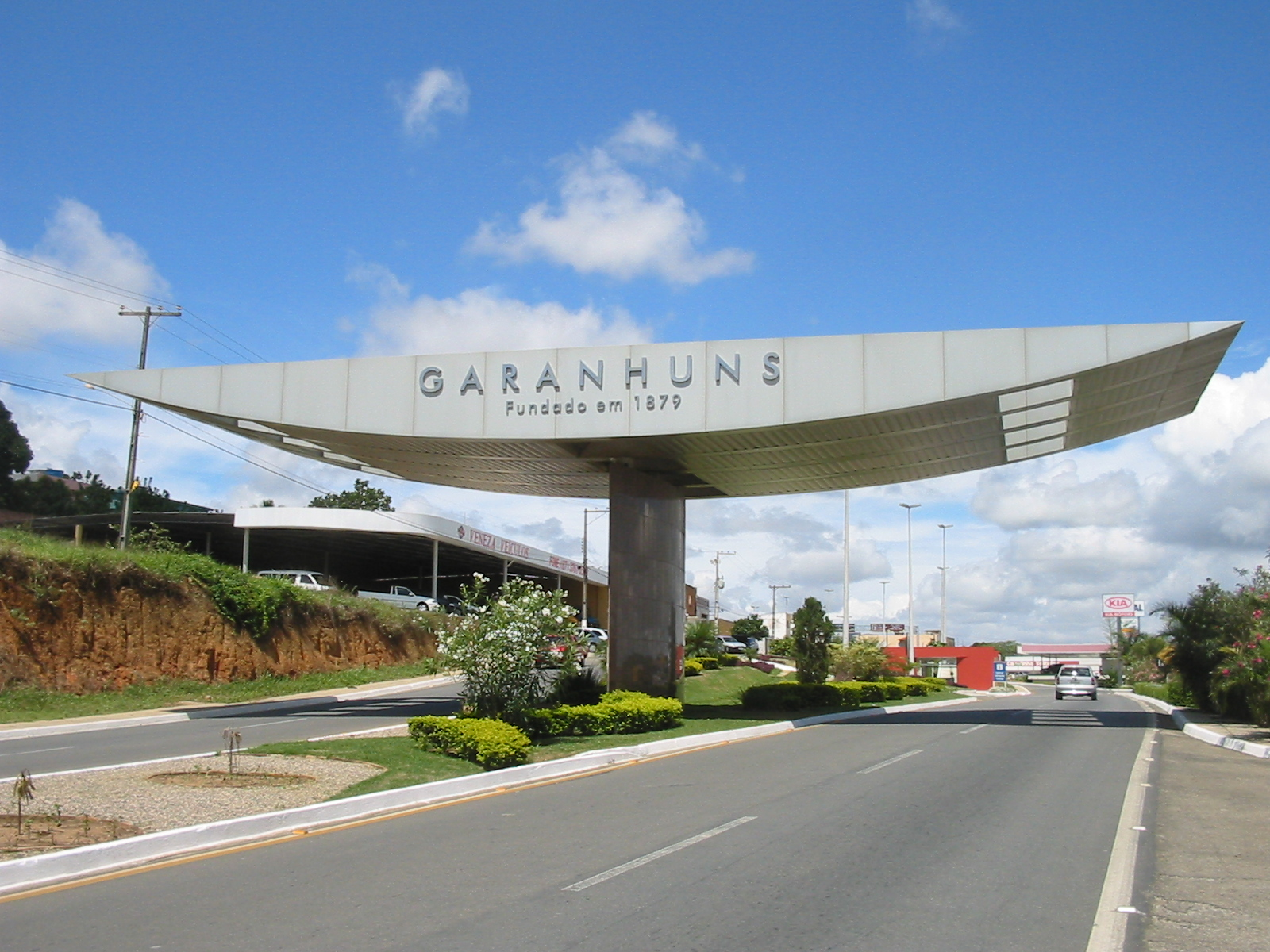
Pórtico na entrada de Garanhuns

A origem do topônimo Garanhuns é muito controversa, havendo várias versões. O lexicógrafo José de Almeida Maciel, em seu livro "Questões de Toponímia Municipal" refere-se a guirá-nhum, os pássaros pretos, nome de um povo indígena existente no local. Segundo o professor João de Deus Oliveira Dias (citado na Documentação Territorial Brasileira, do Instituto Brasileiro de Geografia e Estatística), o termo vem do nome do povo Cairu, da nação Cariri ou Quiriri, corruptela de Guiranhu ou Unhannhum, derivados de guirá ou guará (ave vermelha pernalta, aquática) e anhu ou anhum (anum, pássaro preto), espécies que habitavam o vale do rio Mundaú, perto da sua nascente, local da aldeia originaria. Por outro lado, o lexicógrafo Sebastião de Vasconcelos Galvão, em seu "Dicionário Corográfico, Histórico e Estatístico de Pernambuco", diz que é uma palavra de origem indígena que significa "sítio de guarás e anuns", formado de guarás (espécie de cão selvagem) e anuns (ave tida como agoureira).
O escritor Ademilson Antônio Macedo, em seu "Dicionário de Nomes, Origens e Significados dos Municípios Brasileiros", além dessas expressões, traduz ainda como "homem do campo". Segundo o escritor Mário Melo, o topônimo é uma corruptela de guirá-nhum, com derivação para guará-nhum, indivíduo preto, referente ao quilombo da serra, "... pois ainda hoje os índios carijós de Águas Belas conhecem Garanhuns como claiô, no sua língua yatê: claí (branco), iô (não): não branco, escuro, preto. Convém, ainda, notar que a serra de Garanhuns era conhecida pelo nome da tribo Garanhuns, de origem cariri, que a habitava."
O tupinólogo Eduardo Navarro afirma em seu Dicionário de Tupi Antigo (2013) que o topônimo é originário do tupi antigo por meio da junção de agûará + nhũ, que significa "campo (nhũ) dos lobos-guarás (agûará)".

## História

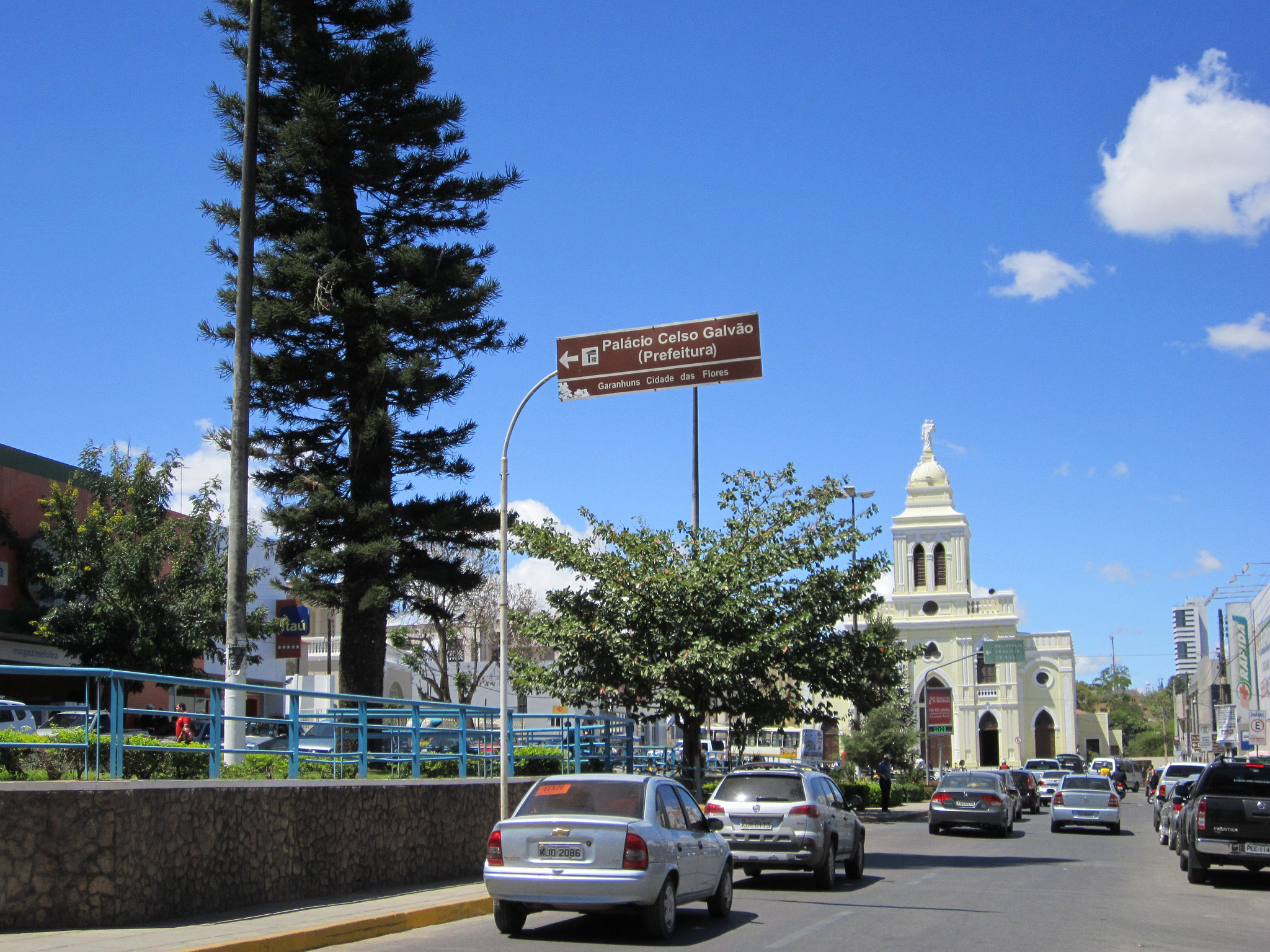
Igreja Matriz de Santo Antônio, no Centro de Garanhuns

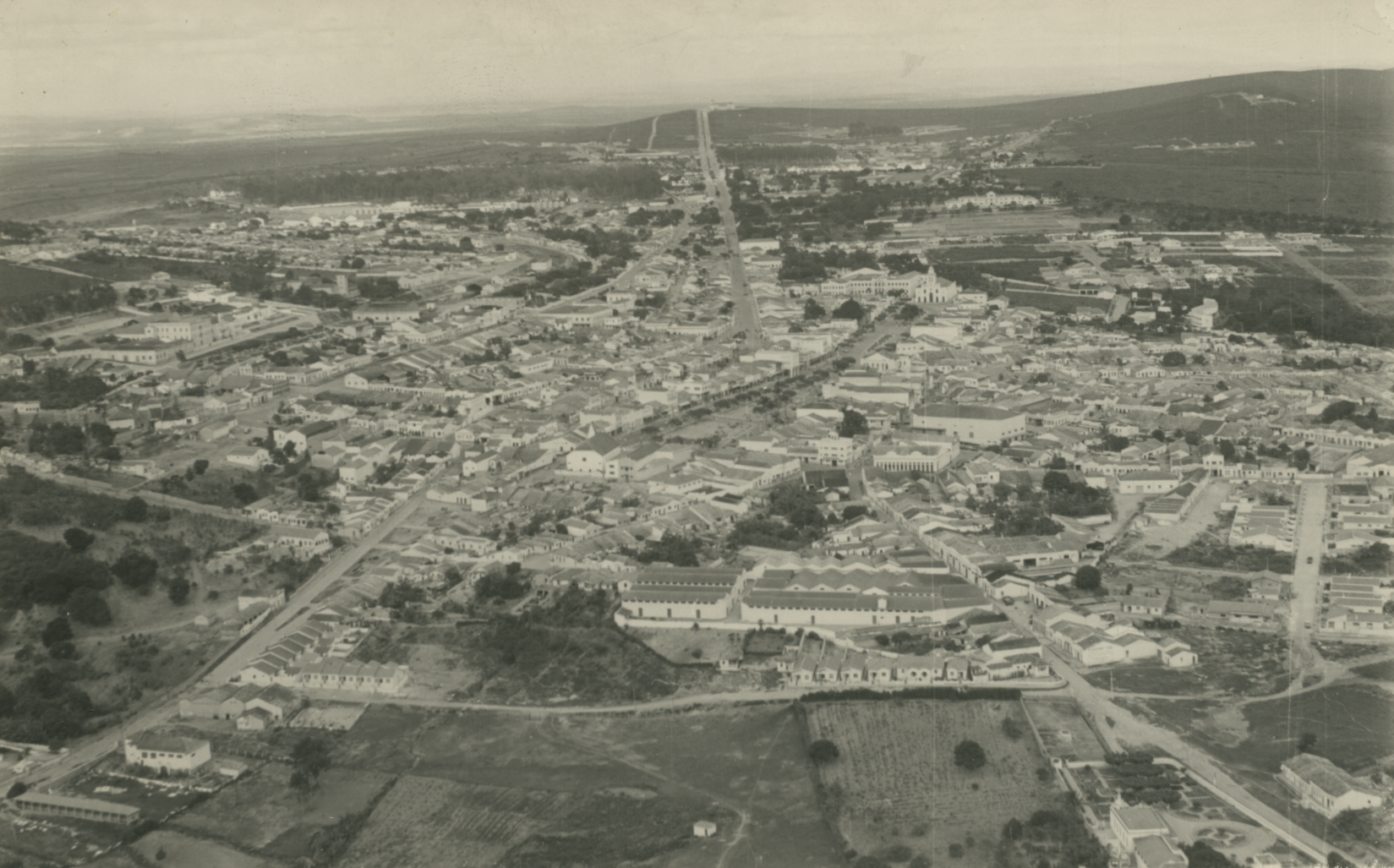
Garanhuns, agosto de 1961. Arquivo Nacional

O início do povoamento de origem europeia das terras onde se situa o município de Garanhuns data do século XVII. Fugindo ao jugo flamengo e à escravidão, brancos e negros se deslocaram para a região, primitivamente habitada por indígenas, presumivelmente um ramo dos cariris. Posteriormente, novas levas de escravos foragidos se estabeleceram nos brejos, em aldeamentos esparsos. Em 29 de setembro de 1658, o mestre de campo Nicolau Aranha Pacheco, o capitão Cosmo de Brito Cação, Antonio Fernandes Aranha e Ambrósio Aranha de Farias obtiveram, do então governador da capitania de Pernambuco, André Vidal de Negreiros, uma sesmaria de 20 léguas de terras em dois lotes, sendo um nos campos dos Garanhuns e outro no Panema. No primeiro lote, foi fundada uma fazenda, nesse mesmo ano, com a denominação de Sítio Garcia, no local onde atualmente se encontra a sede municipal. Tudo indica que a fazenda se encontrava em franco desenvolvimento quando, por volta de 1670, ela foi totalmente destruída durante conflitos com quilombolas do Curica, no Alto do Magano, passando a ser conhecida, daí por diante, como Tapera do Garcia, denominação depois simplificada para Tapera. "Tapera" é uma palavra tupi antiga que significa "aldeia que foi, aldeia extinta, aldeia destruída" e que, no português atual, significa "casa em ruínas, casa abandonada".
A Guerra dos Palmares (segunda metade do século XVII) prejudicou sensivelmente o progresso da região, pois as fazendas ali localizadas estavam sob a ameaça constante de retomada de território, por resistência dos povos quilombolas de sua região, que obrigavam os novos colonizadores à abandoná-las, juntamente com a população branca, privilegiada e escravagista. Terminada a Guerra dos Palmares, em 1696, a região desenvolveu-se, em 1699, era expedida uma carta régia criando varas de juízo, ou julgados, em diversas freguesias do sertão, entre elas Garanhuns, sede da "capitania do Sertão do Ararobá", como era conhecida toda a zona compreendida entre o Cimbres e o Pajeú das Flores.
Em 1704, a Tapera do Garcia foi comprada pelo coronel Manuel Pereira de Azevedo, passando por conta de sua morte, alguns anos depois, a ser administrada por sua viúva dona Simoa Gomes de Azevedo. Em 1756, sua viúva fez doação de um trecho de terras de meia légua em quadro à Confraria das Almas da matriz de Garanhuns, no local onde mais tarde se ergueu a cidade. Com a criação da Vila de Cimbres, em 1762, e sua instalação no ano seguinte, Garanhuns ficou apenas como sede da freguesia de Santo Antônio de Garanhuns, perdendo a condição de sede da capitania do Sertão do Ararobá. Em 1796, a capela local deixou de ser curato e passou à condição de sede do vicariato; em 15 de agosto de 1800, foi criada a paróquia de Santo Antônio da povoação de Garanhuns.

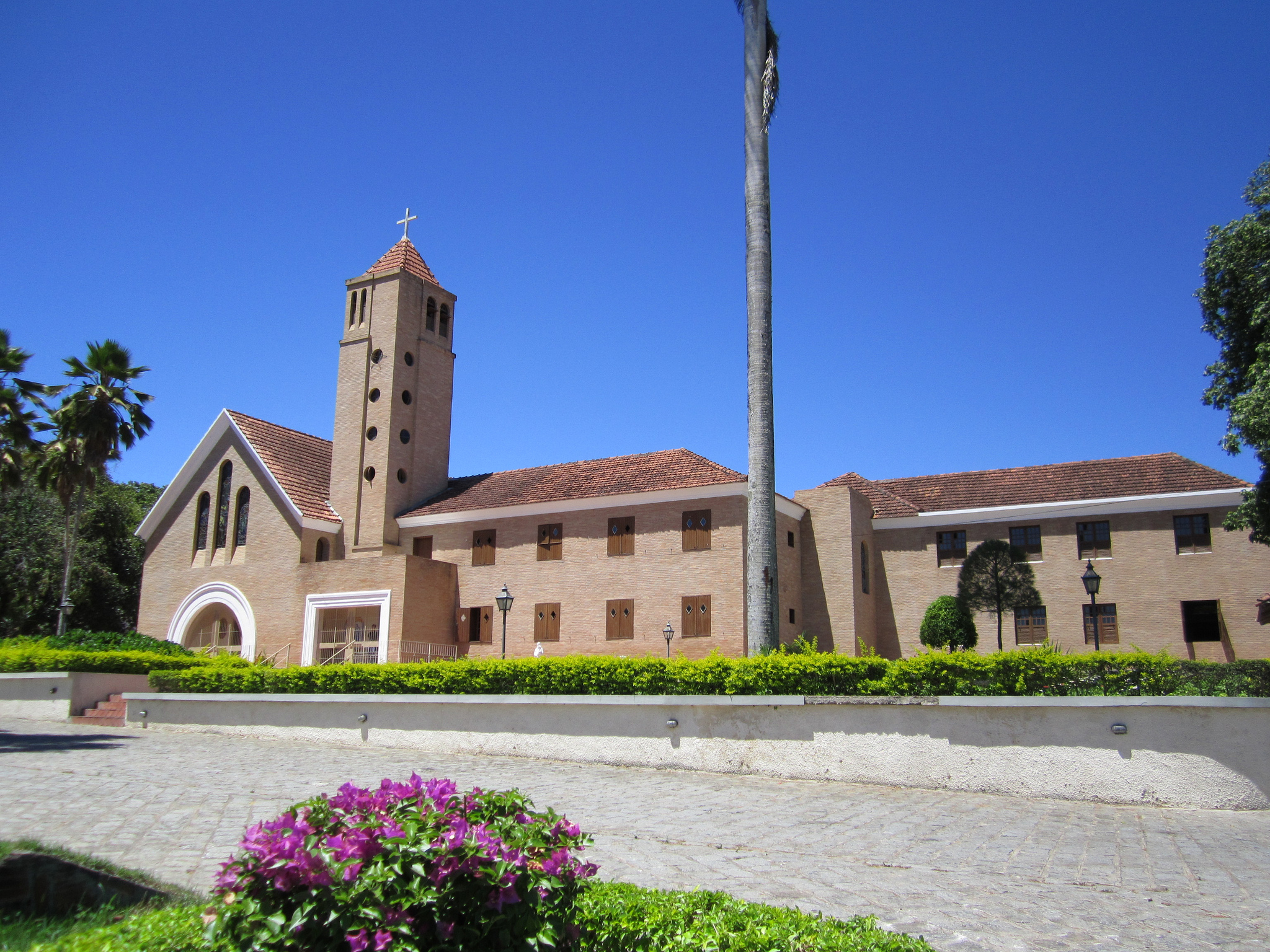
Seminário São José

Ao final do século XIX, com a construção da linha férrea que liga o município à capital pernambucana, o setor da prestação de serviços ocasionou o apogeu do crescimento econômico e populacional de Garanhuns, quando graças à diminuição do tempo gasto na viagem entre as cidades do litoral pernambucano e interior, a quantidade de hotéis e pousadas cresceu com muita rapidez, aumentando também o número de pessoas que buscavam, no município, o turismo rural. Na década de 1990, a criação do festival de inverno da cidade consolidou o turismo como principal gerador de renda da região.
Até o início de 2014, o município comemorava o dia da sua emancipação em 4 de fevereiro, data que foi alterada após uma pesquisa realizada pelo presidente do Instituto Histórico e Geográfico de Garanhuns no Museu do Tombo, em Portugal. Ao entrar em contato com os arquivistas do museu, o presidente, que buscava por documentos acerca do ataque de Domingos Jorge Velho à cidade, encontrou a Carta Régia do município, assinada por Dom João IV, que elevava Garanhuns à categoria de vila. A carta encontrada foi decisiva para a adequação do município à lei constitucional que proíbe um município possuir mais de quatro feriados municipais. A partir do fato, o dia da emancipação passa a ser celebrado como uma data magna, nunca caindo em um dia útil.

## Geografia

Garanhuns e municípios limítrofes

O município possui, de acordo com o Instituto Brasileiro de Geografia e Estatística, uma extensão territorial de 458,55 quilômetros quadrados, sendo 7,11 km² formando a zona urbana e os 451,44 km² restantes a zona rural. Situa-se a 08º 53' 25" de latitude sul e 36º 29' 34" de longitude oeste, estando distante cerca de 230 da capital estadual. Os municípios limítrofes são Capoeiras e Jucati ao norte; Lagoa do Ouro e Correntes ao sul; São João e Palmeirina ao leste; Caetés, Saloá, Paranatama, Brejão e Terezinha a oeste.
O município de Garanhuns encontra-se na unidade geoambiental das Superfícies Retrabalhadas, que é formada por regiões que vêm passando acentuado retrabalhamento da sua superfície. Esse tipo é caracterizado pelo relevo muito dissecado e pelos vales profundos. Situado no Planalto da Borborema, Garanhuns é cercado pelas colinas Antas, Columinho, Ipiranga, Magano, Monte Sinai, Quilombo e Triunfo, a uma altitude de 841metros acima do nível do mar no marco zero do município, podendo variar conforme o local, havendo áreas em que ultrapassa 1 000 metros, como o Monte Magano (1 030 m).
Garanhuns está inserido na bacia hidrográfica do Rio Mundaú, tendo como seus principais cursos d'água os rios: Mundaú Canhoto e Inhaúma, além dos riachos: São Pedro, São Vicente, Mimosinho, Seco, Mocambo, Repartição, Imbé, Mochila, Pacheco, das Pedras, Baixa da Lama, Estrondo, da Laje, do Dunga, Periperi e Timbó. Todos seus cursos d'água tem uma regime intermitente, sendo seu padrão de drenagem o dendrítico. Já os açudes de maior importância no município são o Mundaú, com capacidade de 1 968 600 m³, e o açude público de Garanhuns.

### Clima
| Maiores acumulados de precipitação em 24 horas registrados em Garanhuns por meses (INMET) | Maiores acumulados de precipitação em 24 horas registrados em Garanhuns por meses (INMET) | Maiores acumulados de precipitação em 24 horas registrados em Garanhuns por meses (INMET) | Maiores acumulados de precipitação em 24 horas registrados em Garanhuns por meses (INMET) | Maiores acumulados de precipitação em 24 horas registrados em Garanhuns por meses (INMET) | Maiores acumulados de precipitação em 24 horas registrados em Garanhuns por meses (INMET) |
| Mês                                                                                       | Acumulado                                                                                 | Data                                                                                      | Mês                                                                                       | Acumulado                                                                                 | Data                                                                                      |
| ----------------------------------------------------------------------------------------- | ----------------------------------------------------------------------------------------- | ----------------------------------------------------------------------------------------- | ----------------------------------------------------------------------------------------- | ----------------------------------------------------------------------------------------- | ----------------------------------------------------------------------------------------- |
| Janeiro                                                                                   | 65,2 mm                                                                                   | 25/01/1969                                                                                | Julho                                                                                     | 100,8 mm                                                                                  | 02/07/2022                                                                                |
| Fevereiro                                                                                 | 92,5 mm                                                                                   | 13/02/1976                                                                                | Agosto                                                                                    | 49,6 mm                                                                                   | 17/08/1991                                                                                |
| Março                                                                                     | 100,9 mm                                                                                  | 25/03/2005                                                                                | Setembro                                                                                  | 35,4 mm                                                                                   | 05/09/2003                                                                                |
| Abril                                                                                     | 95,6 mm                                                                                   | 09/04/2010                                                                                | Outubro                                                                                   | 68,7 mm                                                                                   | 05/10/1965                                                                                |
| Maio                                                                                      | 78,1 mm                                                                                   | 26/05/2017                                                                                | Novembro                                                                                  | 55,7 mm                                                                                   | 12/11/1968                                                                                |
| Junho                                                                                     | 92,8 mm                                                                                   | 19/06/2010                                                                                | Dezembro                                                                                  | 114 mm                                                                                    | 27/12/2002                                                                                |
| Período: 1963-presente                                                                    |                                                                                           |                                                                                           |                                                                                           |                                                                                           |                                                                                           |

O clima garanhuense é classificado como tropical com estação seca, com verão seco e inverno úmido, do tipo As na classificação climática de Köppen-Geiger (fronteiriço com o clima mediterrâneo, tipo Csa), com temperaturas amenas e mais baixas que na maior parte do ano, em função da altitude. A temperatura média compensada anual é de 21 °C, chegando a 15 °C ou até menos nos meses mais frios, época que também é tradicionalmente a mais chuvosa do ano. O índice pluviométrico é de cerca de 890 mm/ano, com umidade do ar relativamente alta durante o ano todo. O tempo médio de insolação é de 2 330 horas/ano, sendo maior entre outubro e dezembro.
Segundo dados da estação meteorológica do Instituto Nacional de Meteorologia (INMET) em Garanhuns, desde dezembro de 1963 a temperatura mínima absoluta registrada foi de 9 °C em 22 de julho de 1999 e a máxima histórica chegou a 35,3 °C em 5 de setembro de 1993. Os maiores acumulados de precipitação em 24 horas atingiu 114 mm em 27 de dezembro de 2002, seguido por 100,9 mm em 25 de março de 2005 e 100,8 mm em 2 de julho de 2022.
| Dados climatológicos para Garanhuns | Dados climatológicos para Garanhuns | Dados climatológicos para Garanhuns | Dados climatológicos para Garanhuns | Dados climatológicos para Garanhuns | Dados climatológicos para Garanhuns | Dados climatológicos para Garanhuns | Dados climatológicos para Garanhuns | Dados climatológicos para Garanhuns | Dados climatológicos para Garanhuns | Dados climatológicos para Garanhuns | Dados climatológicos para Garanhuns | Dados climatológicos para Garanhuns | Dados climatológicos para Garanhuns |
| Mês | Jan                                 | Fev                                 | Mar                                 | Abr                                 | Mai                                 | Jun                                 | Jul                                 | Ago                                 | Set                                 | Out                                 | Nov                                 | Dez                                 | Ano                                 |
| --- | ----------------------------------- | ----------------------------------- | ----------------------------------- | ----------------------------------- | ----------------------------------- | ----------------------------------- | ----------------------------------- | ----------------------------------- | ----------------------------------- | ----------------------------------- | ----------------------------------- | ----------------------------------- | ----------------------------------- |
| Temperatura máxima recorde (°C) | 34,8                                | 34,8                                | 33,6                                | 33,9                                | 32,3                                | 29,1                                | 29,5                                | 30,1                                | 35,3                                | 34,7                                | 34,7                                | 34,5                                | 35,3                                |
| Temperatura máxima média (°C) | 29                                  | 28,7                                | 28,5                                | 26,8                                | 25,2                                | 23,4                                | 22,6                                | 23,1                                | 24,9                                | 27,2                                | 28,7                                | 29,1                                | 26,4                                |
| Temperatura média compensada (°C) | 22,5                                | 22,5                                | 22,7                                | 21,9                                | 21,1                                | 19,6                                | 18,7                                | 18,7                                | 19,6                                | 21,1                                | 22                                  | 22,5                                | 21,1                                |
| Temperatura mínima média (°C) | 18,4                                | 18,6                                | 19                                  | 18,8                                | 18,1                                | 17,2                                | 16,4                                | 16,1                                | 16,5                                | 17,2                                | 17,8                                | 18,2                                | 17,7                                |
| Temperatura mínima recorde (°C) | 15,4                                | 15                                  | 14,7                                | 15                                  | 14,4                                | 10,5                                | 9                                   | 10,9                                | 10                                  | 11,4                                | 12,8                                | 14,9                                | 9                                   |
| Precipitação (mm) | 43,5                                | 43                                  | 68,8                                | 78,3                                | 119,4                               | 158,4                               | 141,3                               | 106,9                               | 54,1                                | 30,2                                | 14                                  | 33,5                                | 891,4                               |
| Umidade relativa compensada (%) | 75,3                                | 77,7                                | 78,8                                | 83,8                                | 87,9                                | 90,7                                | 91,4                                | 89,6                                | 85,8                                | 78,7                                | 74,3                                | 73,6                                | 82,3                                |
| Insolação (h) | 221,5                               | 201,1                               | 209,5                               | 185,5                               | 162                                 | 124,6                               | 125,9                               | 152,6                               | 193,9                               | 239,5                               | 258,3                               | 255,6                               | 2 330                               |
| Fonte: INMET (precipitação: normal climatológica de 1991-2020; temperatura, umidade e horas de sol: normal 1981-2010; recordes de temperatura: 1963-presente) |                                     |                                     |                                     |                                     |                                     |                                     |                                     |                                     |                                     |                                     |                                     |                                     |                                     |

### Ecologia e meio ambiente
O município possui dois tipos de vegetações nativas e predominantes: a mata atlântica e a caatinga. Com o objetivo de diminuir o impacto ambiental sofrido pela urbanização na cidade, o poder público, sobretudo o municipal criou políticas públicas voltadas para a criação de áreas verdes e espaços de convivência, lazer e contemplação para melhorar a qualidade de vida dos habitantes. A cidade de Garanhuns dispões de três parques municipais: o Parque Euclides Dourado, o Parque Ruber van der Linden e o Parque Natuaral das Nascentes do Rio Mundaú. Os dois primeiro são classificados como unidades de uso sustentável e o último de conservação integral.

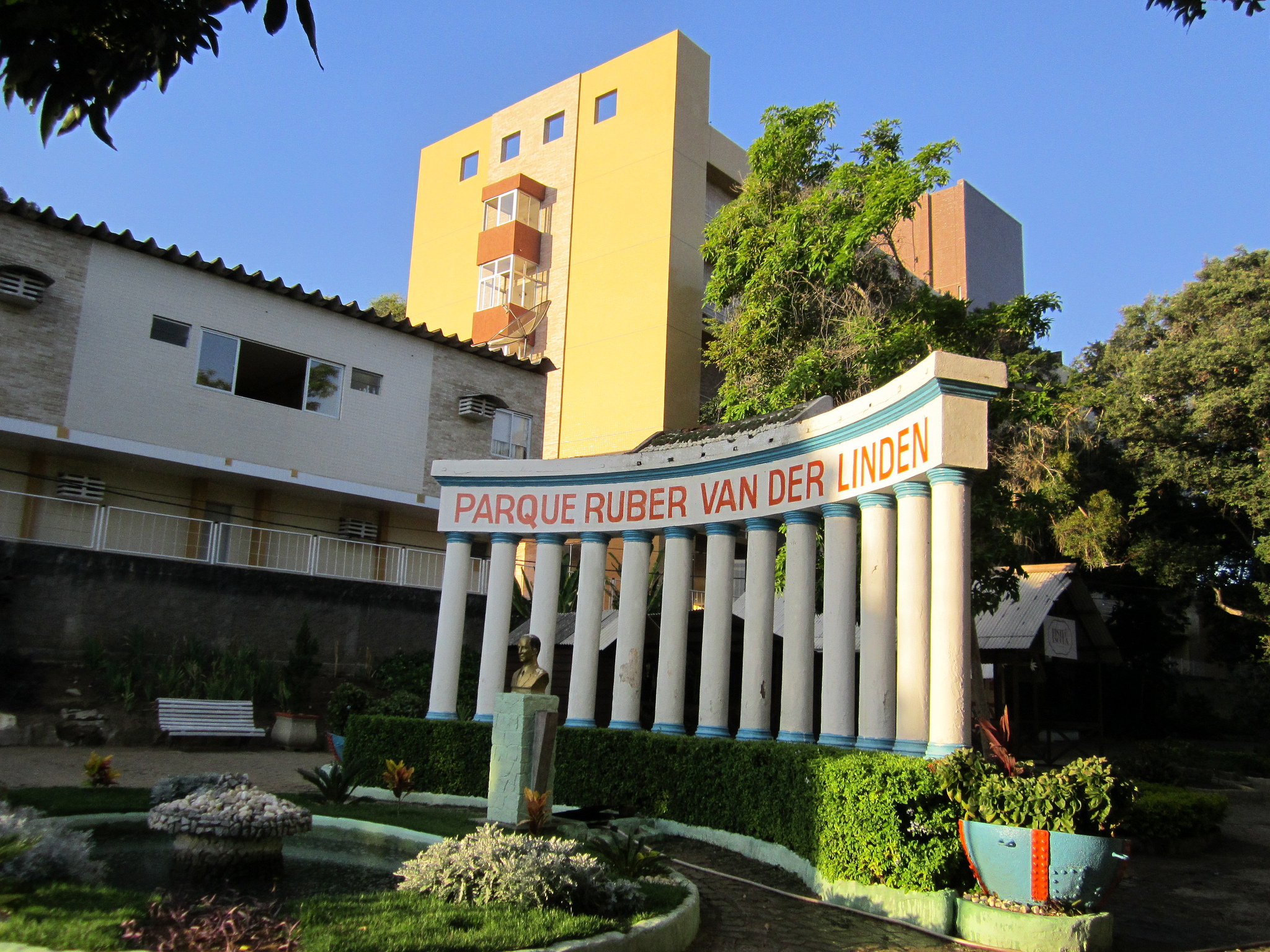
Parque Municipal Ruber van der Linden

O Parque Municipal Euclides Dourado (também conhecido como "Parque dos Eucaliptos") é a principal unidade de uso sustentável e foi o primeiro criado na cidade. Antes da atual situação, a área de 8 hectares formava o horto dos Eucaliptos, até quando foi convertida em parque municipal e jardim zoológico na gestão do prefeito Euclides Dourado na segunda metade da década de 1920, o que posiciona o parque como o quinto mais antiga do país. O parque foi idealizado e construído por Euclides Dourado e seu filho, Luiz Souto Dourado, tendo o último concluído a obra do primeiro. Em 1943, após o falecimento do autor do projeto, o governo municipal atribuiu ao parque sua atual denominação. A unidade se localiza a uma pequena distância do centro de Garanhuns, no bairro Heliópolis, e sua área é majoritariamente composta por eucaliptos centenários, constituindo uma das riquezas naturais do município. Ao passar dos anos foram adicionados ao parque novas funções de lazer, esportivas e de recreação infantil. O local anualmente é uma das sedes, no Município, de um dos principais eventos artísticos-culturais de Pernambuco, o Festival de Inverno de Garanhuns.
O Parque Municipal Ruben van der Linden foi assim nomeado em homenagem a um ilustre cidadão garanhuense formado em Engenharia Elétrica que elaborou e executou o Plano de Abastecimento de Luz e Água da cidade, assumindo o cargo de Gerente Geral da Companhia. A criação do parque foi feito pela decisão do prefeito Luiz da Silva Guerra, quando transformou o sítio Pau-Pombo — local de bela paisagem, com grandes árvores e uma nascente — num parque de visitação pública. Ao longo de muitos anos o local foi melhorado afim de atender à visitação dos habitantes e turistas que o buscavam como local de lazer, diversão e turismo.

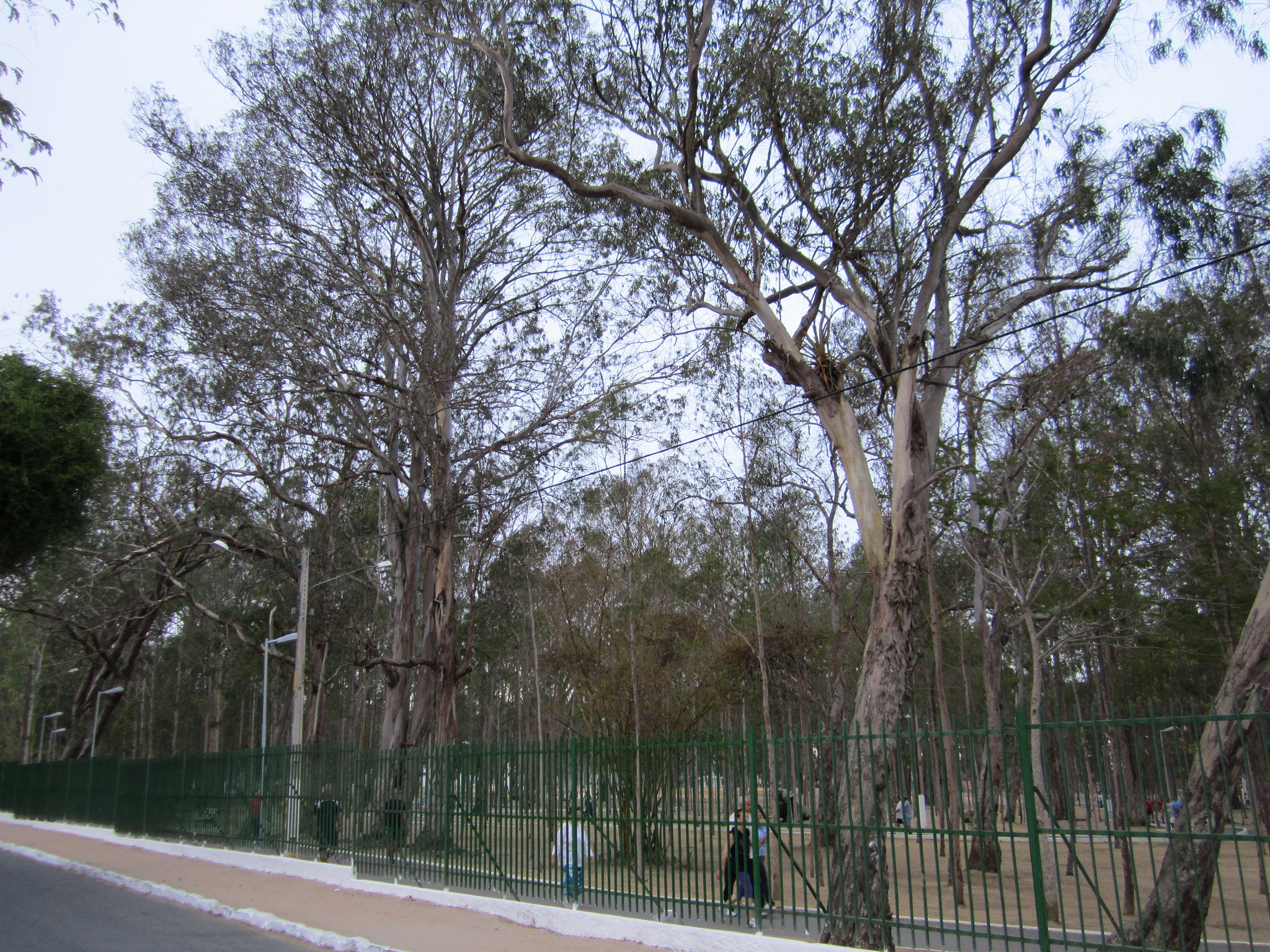
Parque Euclides Dourado (Parque dos Eucaliptos)

O Parque Natural Municipal Nascentes do Mundaú está localizado entre a zona urbana e rural da cidade, no bairro da Várzea, onde está sendo desenvolvido o projeto municipal da sementeira, local onde que é usado para a produção de mudas frutíferas arbóreas e ornamentais. O espaço tem 34 hectares e assegura a preservação de 65 espécies de flora e 66 espécies de fauna, segundo catalogado pelos profissionais ligados à antiga Secretaria de Agricultura e Meio Ambiente e o Conselho Municipal de Defesa ao Meio Ambiente.
A vegetação da parte norte e oeste do município, onde predomina a caatinga, é composta por espécies hiperxerófilas, com a forte presença de arbustos com galhos retorcidos e com raízes profundas. As espécies mais encontradas são os cactos, caroá, aroeira, angico, juazeiro, mandacaru e xique-xique. Ao contrário do que muitos pensam, a fauna da caatinga é bastante rica, tendo centenas de espécies vivendo nesse bioma, como: veado-catingueiro, preá, gambá, sapo-cururu, cutia, tatu-peba, ararinha-azul, asa-branca, sagui-de-tufos-brancos, entre outros.
Já a parte sul e leste, onde predomina a mata atlântica, é constituída por árvores de médio e grande porte, formada por floresta densa e fechada. Sendo muito rica em biodiversidade, as árvores de grande porte formam um microclima dentro da mata, com sombra e muita umidade. As espécies mais comuns são: palmeiras, bromélia, begônias, orquídeas, cipós, briófitas, pau-brasil, jacaranda, peroba, jequitibá-rosa, cedro, andira, ananas e figueiras. Muitas espécies animais que fazem parte desse bioma estão ameaçados de extinção, tais como: mico-leão-dourado, bugio, tamanduá-bandeira, tatu-canastra, arara-azul-pequena e onça-pintada.

## Demografia
Segundo a contagem realizada pelo Instituto Brasileiro de Geografia e Estatística, no ano de 2010 o município possuía uma população de 129 408 habitantes, sendo 68 432 habitantes do sexo feminino (52,88% da população) e 60 976 pessoas do sexo masculino (47,12% da população). Ainda de acordo com os dados do censo, 115 356 habitantes viviam na zona urbana (cerca de 89,14%) e os 14 052 (cerca de 10,86%) na zona rural. No mesmo ano, a taxa de urbanização do município era de 89,14%. Com relação à estimativa populacional do IBGE referente ao ano de 2014, o instituto aferiu a população municipal em 136 057 habitantes, sendo então o nono maior município de Pernambuco em população, apresentando uma densidade populacional de 287,97 hab/km².

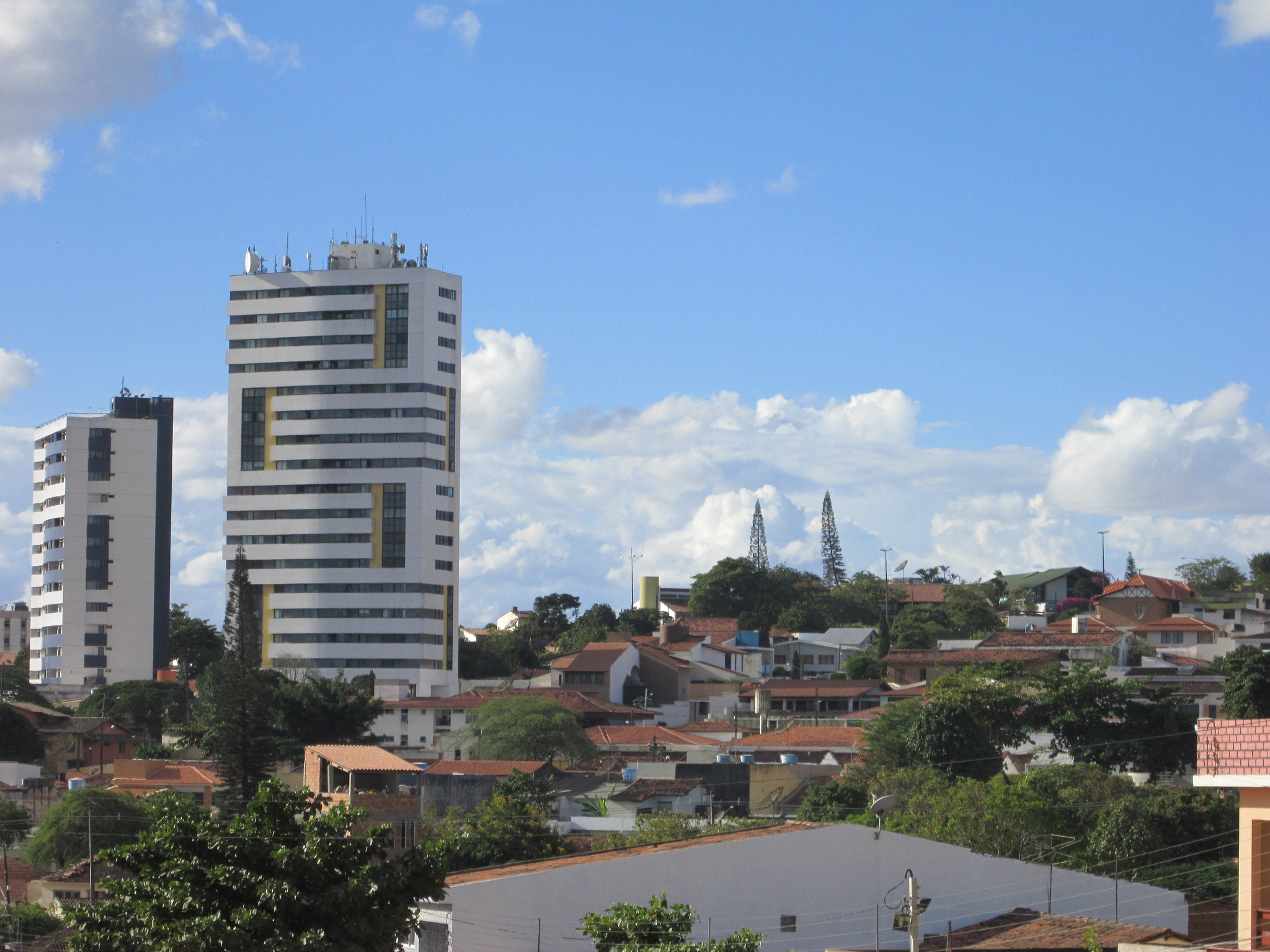
Vista parcial do bairro Heliópolis

Do total dos habitantes no ano de 2010, 34 399 pessoas (26,58%) tinham menos de 15 anos de idade, 85 293 (65,91%) pessoas tinham idade entre 15 e 64 anos e 9 716 (7,51%) pessoas tinham idade superior a 65 anos. Nesse mesmo ano a esperança de vida no município era de 72,7 anos e a taxa de fecundidade total era de 1,9 filhos por mulher. O Índice de Desenvolvimento Humano (IDH-M) de Garanhuns é de 0,664, sendo considerado médio pelo Programa das Nações Unidas para o Desenvolvimento (PNUD), ocupando a décima sexta colocação entre os municípios pernambucanos, porém, estando abaixo da média estadual, que é de 0,673. Seu índice ainda é muito mais baixo que a média nacional, ocupando a 2802° colocação no ranking entre os 5 570 municípios da União.
Com base nos dados do censo 2010 do IBGE, com a autodeclaração de cada garanhuense, a população era constituída de 52 678 (40,71%) brancos; 6 166 negros (4,76%); 1 596 amarelos (1,23%); 68 722 pardos (53,10%) e 246 indígenas (0,19%). Considerando-se a região de nascimento, 125 186 eram nascidos do Nordeste (96,74%); 3 375 no Sudeste (2,61%); 110 no Norte (0,08%) e 102 no Centro-Oeste (0,08%). 120 199 eram naturais do estado de Pernambuco (92,88%), e desse total, 91 006 eram naturais de Garanhuns (70,32%). Entre os 9 209 naturais de outras unidades federativas, Alagoas era o estado com maior presença, com 2 968 pessoas (2,29%), seguido por São Paulo, com 2 891 pessoas (2,23%) e pela Paraíba, com 737 habitantes residentes no município (0,57%).

### Pobreza e desigualdade

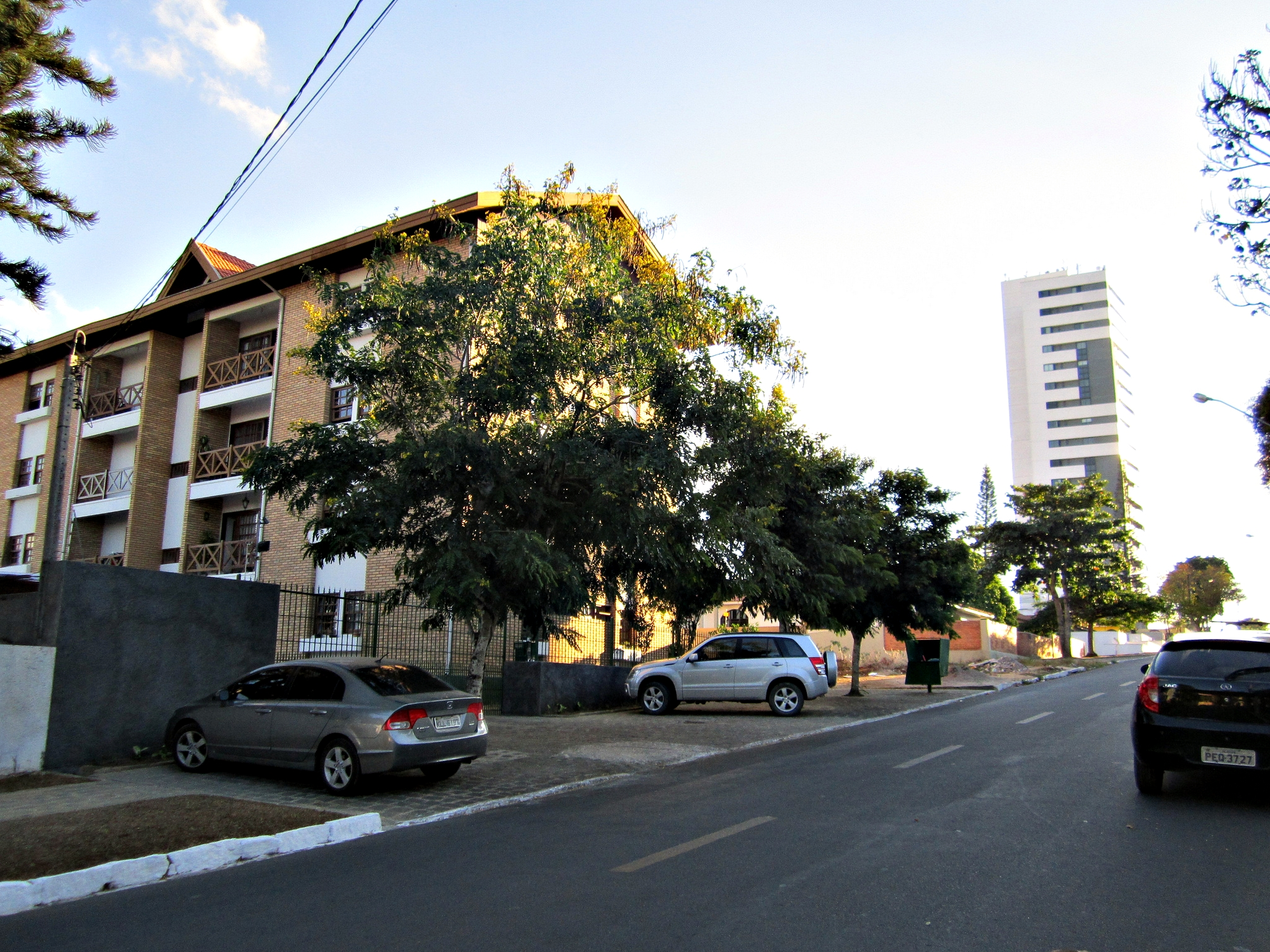
Rua no bairro Heliópolis

No ano de 2000, 43,3% da população vivia com renda per capita inferior a 140 reais, percentual que foi reduzido para aproximadamente 28,3% no ano de 2010. Mesmo com uma variação negativa para a pobreza, cerca de 36 143 pessoas vivem em condição de pobreza. Em 2010, 71,7% dos habitantes do município estavam acima da linha da pobreza e indigência, 20,6% estavam entre a linha e 22,8% estavam abaixo. Neste mesmo ano, o índice de coeficiente de Gini, que mede o nível de desigualdade que há em uma região, era de 0,599, sendo o valor mais próximo a 0,00 o melhor resultado (menos desigualdade) e mais próximo a 1,00 o pior (mais desigualdade). A participação dos 20% mais pobres da riqueza produzida no município passou de 2,7% em 1991 para 2,4% em 2010, tendo, desse modo, um aumento dos níveis de desigualdade. Ainda em 2010, a participação dos 20% mais ricos da riqueza municipal foi de 62,3%, ou seja, 26 vezes superior ao dos 20% mais pobres.
Apesar de apresentar um número de habitantes modesto, existe no município registro de comunidades, regiões degradadas e que não possuem acesso aos serviços básicos, como abastecimento de água potável, rede de coleta e tratamento de esgoto, além de ruas calçadas e pavimentadas. Ainda que haja registro de moradias irregulares, em 2010 o Instituto Brasileiro de Geografia e Estatística não contabilizou nenhum domicílio em aglomerado subnormal, visto que o número de aglomerados existentes é bastante pequeno e ainda não preenchem todos os requisitos.
No começo do ano de 2013, a Central Única das Favelas (CUFA) passou a atuar em Garanhuns. A instalação na cidade foi possível graças às reuniões de representantes do projeto com secretários e diretores do governo municipal. Nessa ocasião, foram acertadas parcerias entre a organização não governamental e o poder público. A CUFA passou a agir no município fazendo parcerias com órgãos públicos, sobretudo com as Secretarias de Assistência Social, Direitos Humanos, Saúde, Educação e a Diretoria de Esportes.

### Religião
Segundo o censo demográfico do ano de 2010, o Instituto Brasileiro de Geografia e Estatística mostra que a maior parte da população garanhuense se considera católica (76,8% da população), sendo pouco comum encontrar seguidores do espiritismo, sendo 1,01%, e muito comum a presença de evangélicos de diversas denominações, que, juntos, representam 16,4%. É pequena a representação dos seguidores das religiões de matriz africana, como umbanda (0,01%), não havendo seguidores do candomblé. O mesmo pode se considerar em relação às religiões orientais, como o budismo (0,01%), o hinduísmo (0,02%) e o islamismo, que não obteve resultado na pesquisa. Poucos se declararam praticantes das tradições esotéricas, cerca de 0,1%. As pessoas que se declararam sem religião somaram 4,0% da população, ateus e agnósticos somaram 0,14% e 0,1%. Os que não possuíam uma religião determinada ou sentiam múltiplo pertencimento eram 0,15%.
Igreja Católica Apostólica Romana
De acordo com a divisão feita pela Igreja Católica, Garanhuns está localizado na Província Eclesiástica de Olinda e Recife, tendo sua sede em Olinda, na Região Metropolitana do Recife, fazendo parte da Arquidiocese de Olinda e Recife. A Diocese de Garanhuns foi idealizada por monsenhor Afonso Pequeno, sendo acolhida pelo então arcebispo de Olinda e Recife, dom Sebastião Leme da Silveira Cintra. A Diocese foi, de fato, criada pelo Papa Bento XV, através da bula "Archidioecesís Olindensis et Recifensis", sendo, então, desmembrada da arquidiocese da capital pernambucana no dia 2 de agosto de 1918. Nesta mesma bula, foram criadas as Dioceses de Nazaré da Mata e Pesqueira. Atualmente, a diocese é formada por 26 municípios pernambucanos, entre eles dois da zona da mata (Quipapá e São Benedito do Sul) e vinte e quatro do agreste, entre os principais estão Bom Conselho, São Bento do Una e Lajedo.
A comunidade é formada por seis paróquias: Nossa Senhora do Perpétuo Socorro, Santa Teresa do Menino Jesus, Paróquia de Santo Antônio (Catedral), Paróquia de São Sebastião, Paróquia da Sagrada Família e Paróquia do Sagrado Coração de Jesus.
Igrejas protestantes
Garanhuns possui um número considerável de igrejas evangélicas de diversas denominações, entre elas a que se sobressai em percentual de seguidores é a Igreja Assembleia de Deus, com 3,8% da população, seguido pela Igreja Presbiteriana (que se estabeleceu na cidade no ano de 1900) com 1,60% e a Congregação Cristã no Brasil, que corresponde a 1,48%. Outras igrejas evangélicas apareceram com um número menor de adeptos que as anteriores, mas com representatividade na amostra: Igreja Universal do Reino de Deus (0,96%); Igreja Cristã Maranata (0,15%); Igreja do Evangelho Quadrangular (0,08%); Igreja o Brasil para Cristo (0,06%); Igreja Deus é Amor e Igreja Casa da Bênção (0,05%). Segundo o IBGE, os evangélicos ainda se classificam em Evangélicas de Missão (4,0%) e Pentecostal (7,6%). Seguidores de igrejas evangélicas sem denominação somaram 4,6%.
Ainda existem minorias cristãs de outras denominações, tais como as Testemunha de Jeová, com (representando 0,34% dos habitantes), os membros da Igreja de Jesus Cristo dos Santos dos Últimos Dias (0,26%), conhecida também como "Igreja Mórmon". Adeptos dos ensinamentos do espiritualismo representavam 0,01%.

## Organização político-administrativa
O Município de Garanhuns possui uma estrutura político-administrativa composta pelo Poder Executivo, chefiado por um Prefeito eleito por sufrágio universal, o qual é auxiliado diretamente por secretários municipais nomeados por ele, e pelo Poder Legislativo, institucionalizado pela Câmara Municipal de Garanhuns, órgão colegiado de representação dos munícipes que é composto por 17 vereadores também eleitos por sufrágio universal.

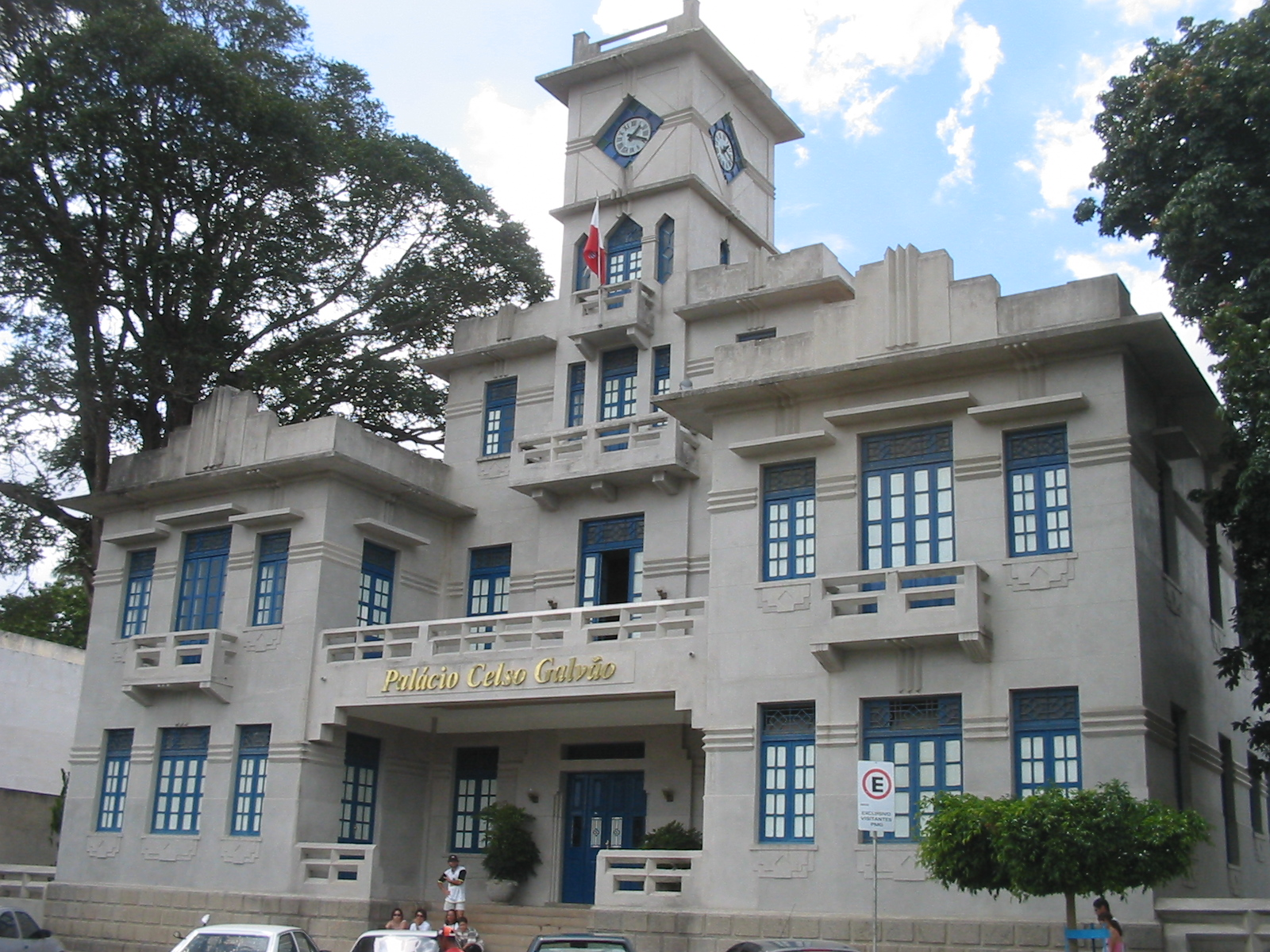
Palácio Celso Galvão, sede do governo municipal

O município se rege ainda por uma lei orgânica, promulgada no dia 4 de abril de 1990, entrando em vigor em mesma data. É sede da Comarca de Garanhuns. Segundo o Tribunal Regional Eleitoral de Pernambuco (TRE-PE), o município registrou, em 2020, um total de 90. 841 eleitores, sendo o décimo maior colégio eleitoral de Pernambuco.

### Atuais autoridades municipais de Garanhuns
- Prefeito: Sivaldo Rodrigues Albino - PSB (2021/-)[53]
- Vice-prefeito: Pedro Henrique Lima Velôso - PT (2021/-)[53]
- Presidente da Câmara: Senivaldo Rodrigues Albino "Johny Albino" - PSB (2021/-)[53]

## Subdivisões
Garanhuns está subdividido em quatro distritos: Miracica, Iratama, São Pedro e o distrito sede. O seu distrito-sede é o mais populoso do município, com 116 016 habitantes, seguido por São Pedro, com 5 967 habitantes, criado pelo Decreto-lei Estadual n.º 952, no dia 31 de dezembro de 1943, mesmo decreto e data em que foi criado o distrito de Iratama. O distrito de Miracica foi criado pelo Decreto-lei n.º 235, no dia 9 de dezembro de 1938. A sede é constituída por 17 bairros:
| Distritos de Garanhuns (IBGE/2010) |            |            |            |                         |
| Distrito                           | Habitantes | Habitantes | Habitantes | Domicílios particulares |
| Distrito                           | Homens     | Mulheres   | Total      | Domicílios particulares |
| São Pedro                          | 3 044      | 2 923      | 5 967      | 2 064                   |
| Miracica                           | 1 923      | 1 882      | 3 805      | 1 366                   |
| Iratama                            | 1 796      | 1 804      | 3 600      | 1 182                   |
| Garanhuns                          | 54 213     | 61 823     | 116 036    | 38 772                  |

## Economia

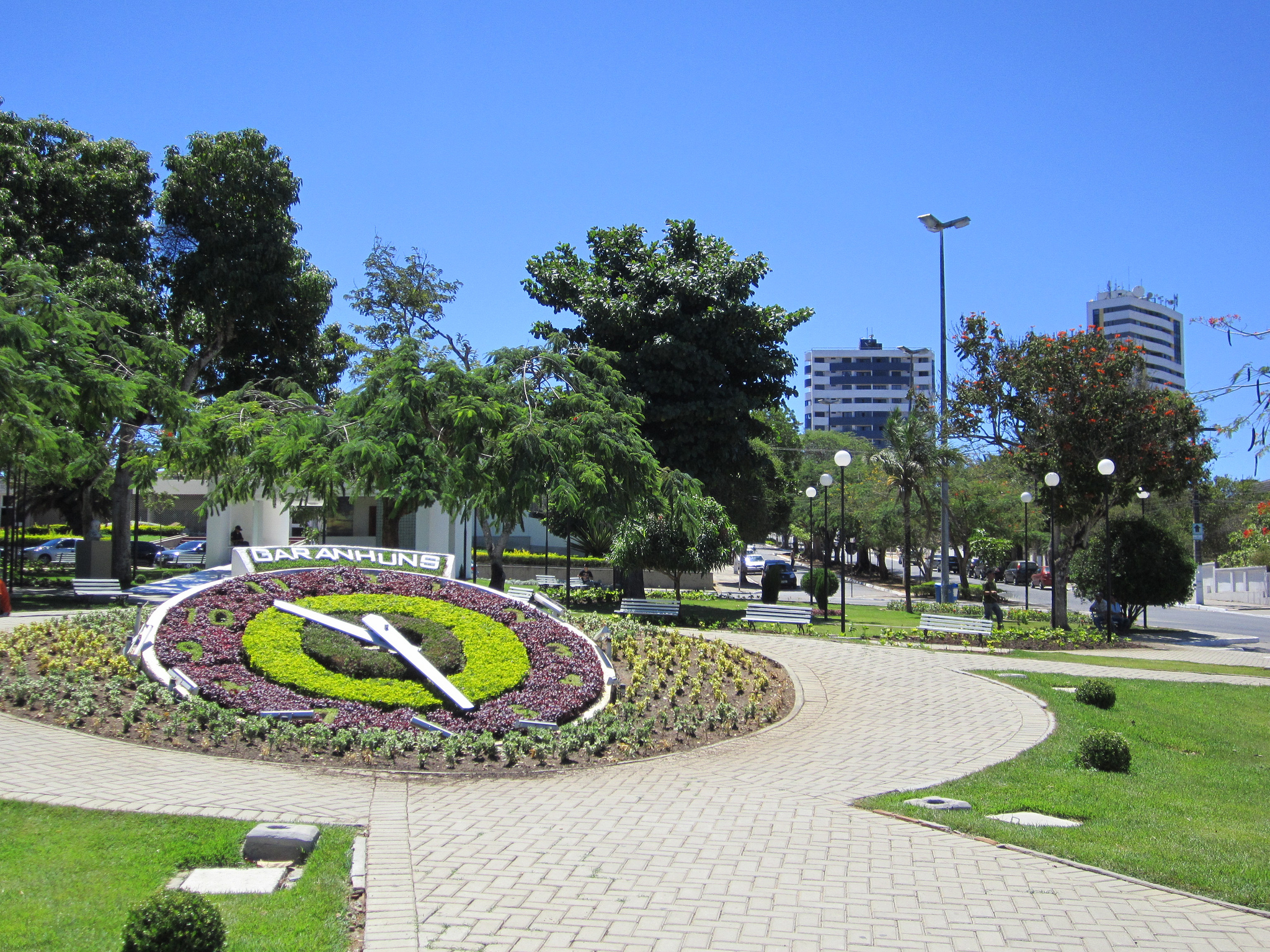
O turismo movimenta de forma representativa a economia de Garanhuns em alguns períodos do ano. Na foto, o Relógio das Flores

Segundo levantamento do Instituto Brasileiro de Geografia e Estatística, o Produto Interno Bruto (PIB) de Garanhuns é o 413.° maior do Brasil e o 11.° maior de Pernambuco. Ainda de acordo com os dados das Contas Regionais do IBGE para o ano de 2011, o valor bruto do PIB era de R$ 1 201 225 mil, sendo R$ 149 558 mil impostos sobre produtos líquidos de subsídios a preços correntes. O valor do Produto Interno Bruto per capita foi de R$ 9 218,71.
No ano de 2010, 62,02% da população com idade igual ou superior a 18 anos era economicamente ativa, enquanto que a taxa de desocupação foi de 10,86%. Em 2011, o Cadastro Central de Empresas mostrou que havia cerca de 2 607 unidades locais e 2 469 empresas atuantes, contando com estabelecimentos comerciais. Cerca de 19 059 trabalhadores foram considerados pessoal ocupado e 16 325 foram considerados pessoal ocupado assalariado. Os salários acrescentados a outras remunerações foram calculados em 227 577 mil reais e o salário médio mensal do município foi de 2,0 salários mínimos. Dados do IBGE mostram que em 2010 72,78% dos domicílios sobreviviam com menos de um salário mínimo por morador, 17,77% com entre um ou mais salários mínimos para cada pessoa, 2,84% recebiam entre três e cinco salários, 2,35% tinham rendimento mensal superior a cinco salários mínimos e 4,24% não tinham rendimento.

### Setor primário
O setor primário é o menos representativo na economia garanhuense. Do total de toda riqueza gerada no município, apenas R$ 24 628 mil reais é o valor bruto de tudo que é produzido na agricultura e na agropecuária, tendo 14,47% do pessoal ocupado trabalhando neste setor. O censo pecuário mostrou que em 2012 o município detinha um rebanho de 29 200 bovinos, 510 caprinos, 168 asininos, 1 000 equinos, 150 muares, 7 600 ovinos e 2 550 suínos. Contava também com 980 700 aves (galos, frangas, frangos e pintos), 106 600 galinhas, com uma produção de 1 360 ovos de galinha. 5 600 vacas foram ordenhadas, obtendo-se 7 056 litros de leite. Ainda foram extraídos 200 quilos de mel de abelha.
A região de Garanhuns se destaca pela produção artesanal, semi-artesanal e industrial de derivados do leite. Sua bacia leiteira atende desde a indústria de laticínios à produção de queijo coalho, mussarela, manteiga e ricota, além de outros derivados do leite, como achocolatados, iogurtes e doces. A Parmalat é a principal empresa atendida pela bacia, a unidade é responsável pelo abastecimento de toda região norte e nordeste do país, produzindo produtos como o leite longa vida (UHT), pasteurizado, aromatizado, leite condensado, creme de leite e leite em pó. Toda sua demanda é atendido por 192 produtores do agreste meridional pernambucano.
| Produção de banana, castanha de caju e café (2012) | Produção de banana, castanha de caju e café (2012) | Produção de banana, castanha de caju e café (2012) |
| -------------------------------------------------- | -------------------------------------------------- | -------------------------------------------------- |
| Produto                                            | Área colhida (hectares)                            | Produção (tonelada)                                |
| Banana                                             | 60                                                 | 10                                                 |
| Castanha de caju                                   | 56                                                 | 70                                                 |
| Café                                               | 50                                                 | 70                                                 |

Segundo o levantamento feito pelo IBGE em 2012, os destaques na produção da lavoura temporária foram as plantações de feijão (418 toneladas, 30 000 hectares plantados e 2 370 colhidos); batata-doce (60 toneladas e 10 hectares plantados); milho (60 toneladas, 1 000 hectares cultivados e 500 hectares colhidos); melancia (36 toneladas e 4 hectares plantados); macaxeira (10 400 toneladas e 1 300 hectares plantados); tomate (9 300 toneladas e 230 hectares cultivados); fumo (2 toneladas e 2 hectares cultivados); fava (2 toneladas, 20 hectares plantados e 10 hectares colhidos). Enquanto que na lavoura permanente, os destaques foram o cultivo da banana (60 toneladas em 10 hectares plantados); castanha de caju (56 toneladas em 70 hectares); café (arábica) (50 toneladas em 100 hectares cultivados); laranja (30 toneladas em 10 hectares); abacate (24 toneladas em 3 hectares); limão (3 toneladas em 2 hectares) e a de tangerina (3 toneladas em 2 hectares).

### Setor secundário
No ano de 2011, a indústria foi a segunda maior geradora de riqueza de Garanhuns. Aproximadamente R$ 233 712 mil reais do seu produto interno bruto era o equivalente ao gerado pelo setor secundário. Em 2010, 0,11% das pessoas ocupadas maiores de 18 anos estavam empregadas na indústria extrativa e 7,11% na indústria de transformação. Até o primeiro trimestre de 2014, a cidade não possuía nenhum distrito industrial, o que dificultava a chegada de novas indústrias ao município. Uma das poucas significativas indústrias contidas na cidade está uma unidade fabril da Unilever, além de indústrias direcionadas ao setor alimentício, principalmente laticínios, como as unidades da Parmalat e da marca Bom Gosto, ambas do grupo LBR.
Garanhuns conta com uma Célula Industrial Empresarial Logística Ampliada (CIELA) no bairro COHAB 3, que conta com pequenas indústrias, mas que geram bastantes empregos e ajuda no crescimento da cidade.

### Setor terciário

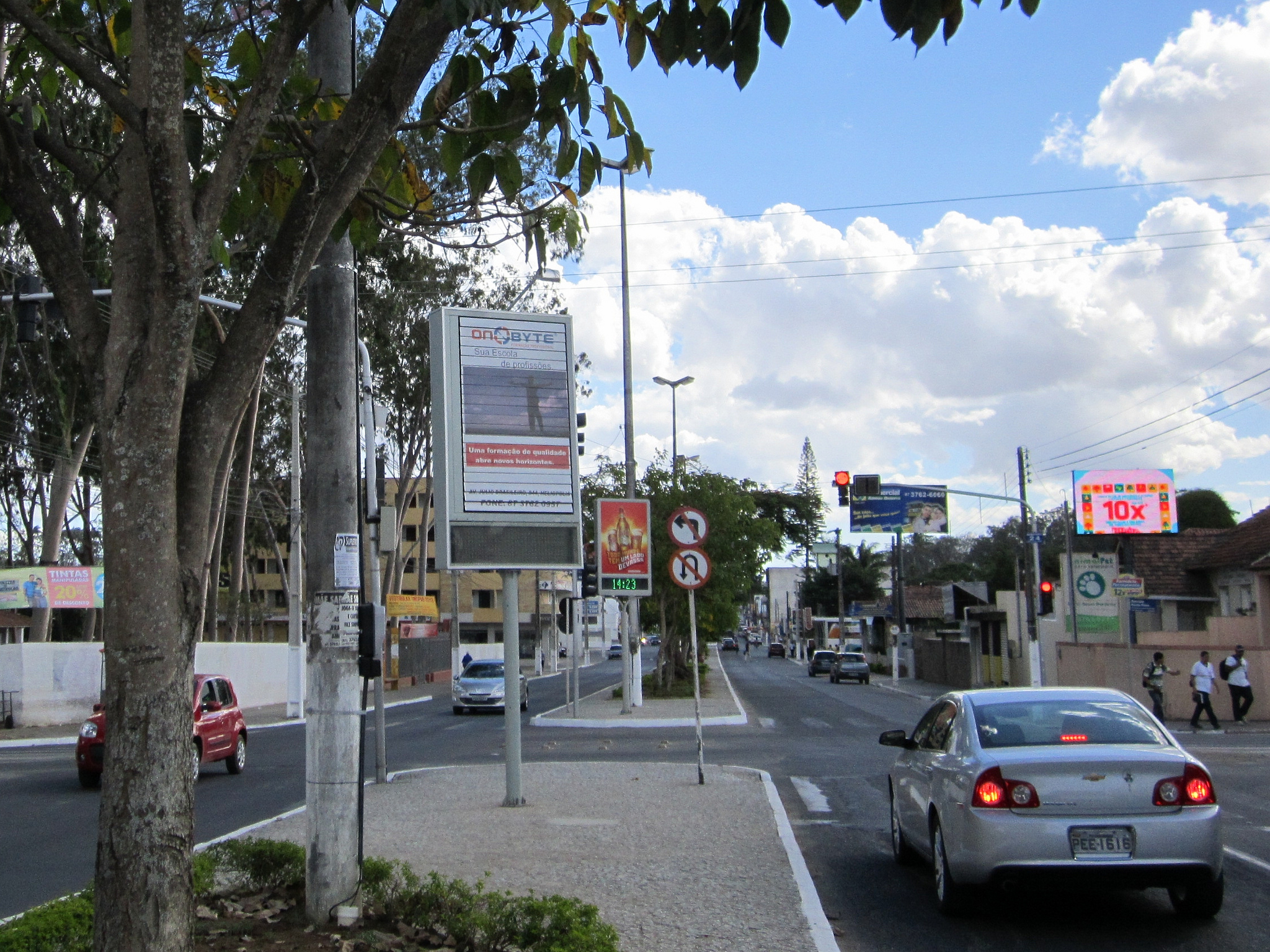
Anúncios comerciais na cidade

No ano de 2010, segundo dados do Atlas do Programa de Desenvolvimento das Nações Unidas, 6,59% das pessoas maiores de 18 anos ocupadas trabalhavam no setor da construção civil, 1,30% nos setores de utilidade pública, 21,27% no comércio e 43,64% no setor de prestação de serviços. Em números absolutos, em 2012 cerca de 6 577 pessoas estavam empregadas no comércio e um total de 4 856 pessoas estavam ocupadas na atividade de serviços. De acordo com as Contas Regionais do IBGE no ano de 2011, o setor terciário era o maior gerador de riquezas no município, correspondendo a 75,44% da economia garanhuense, com um valor bruto de R$ 793 327 mil.
O comércio garanhuense é bastante diversificado, característica principal da sua função centralizadora no agreste meridional de Pernambuco. Seu pólo comercial é servido por uma grande variedade de redes nacionais e internacionais, possuindo lojas como: Casas Bahia, Cacau Show, Subway, Lojas Americanas, Magazine Luiza, Farmácia Pague Menos, Todo Dia, Don Pastello, Assai atacadista, Clube Melissa, Damyller, entre outras. No ano de 1876, foi na cidade que o maior varejista de materiais de construção, a Ferreira Costa Home Center, foi fundado pelo imigrante português João Ferreira da Costa.

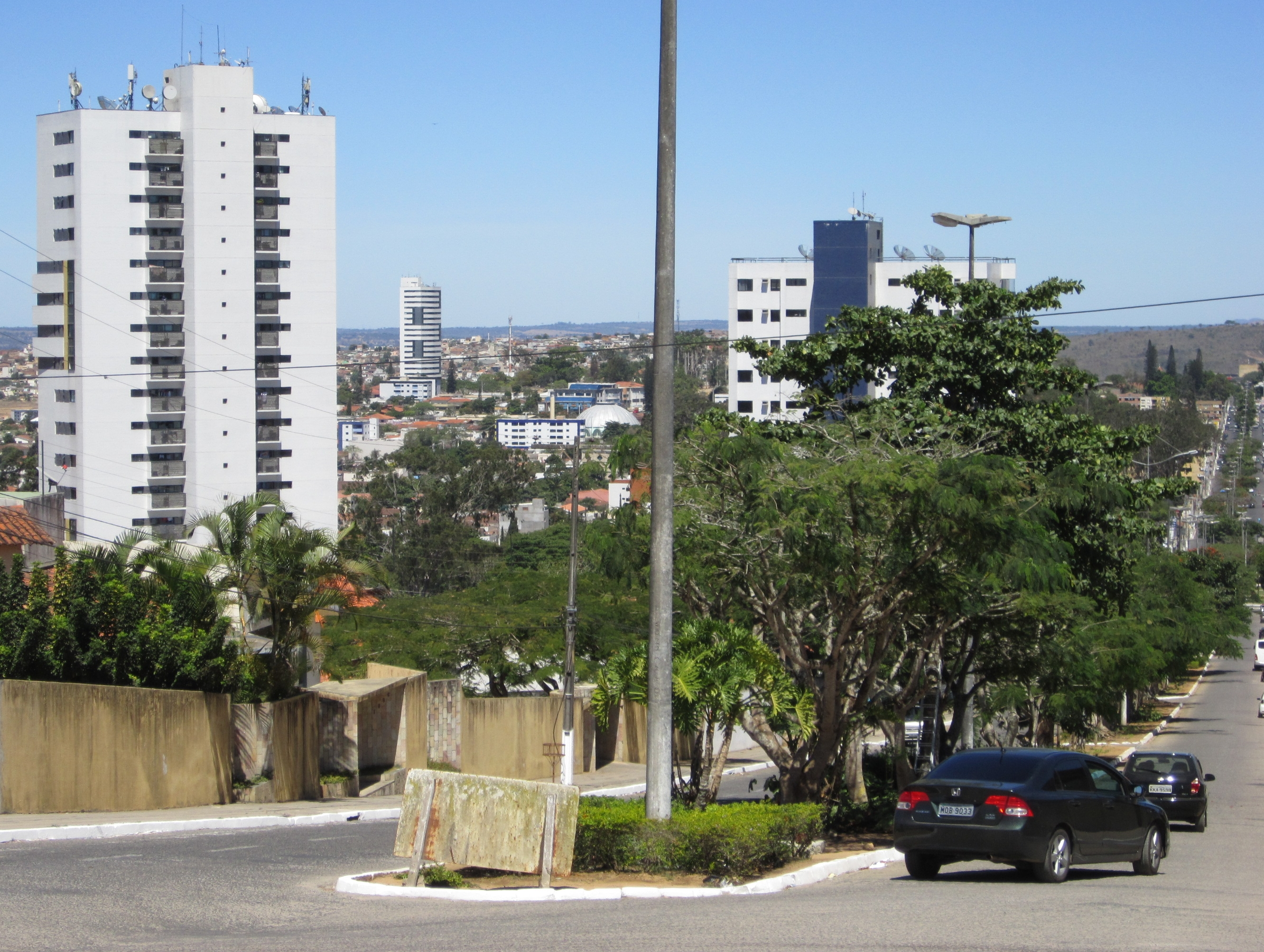
Vista de Garanhuns a partir do 9.º BPM

Garanhuns conta com um pequeno centro de compras, O Rui Barbosa Mall com uma ampla variedade de lojas e opções de gastronomia com o Bob's, Sanduba do Careca, Cafeteria Garanhuns, etc, ele fica localizado na Avenida Rui Barbosa.

## Infraestrutura

### Saúde

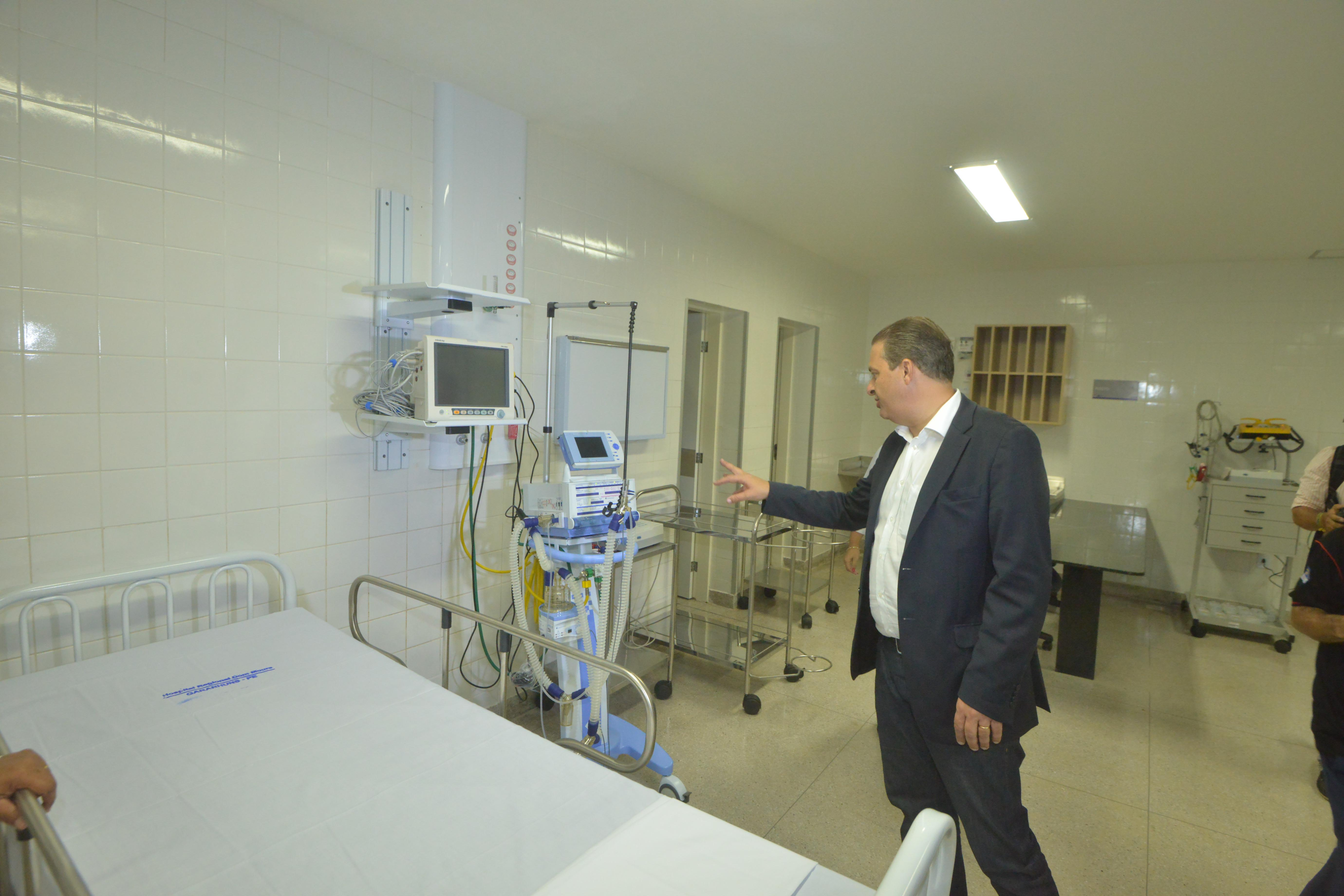
Hospital Regional Dom Moura

No ano de 2009, o município possuía 75 estabelecimentos de saúde, somando-se o número de hospitais, pronto-socorro, postos de saúde e serviços odontológicos, totalizando 32 estabelecimentos privados e 42 públicos. Do total dessas unidades, foram contabilizados 524 leitos de internação, sendo 164 deles na rede pública e 360 na rede privada. Em 2012, cerca de 98,5% das crianças menores de um ano de idade estavam com a carteira de vacinação em dia. Nesse mesmo ano, o município registrou 5 458 mil nascidos vivos, apresentando um taxa de mortalidade infantil de 17,0 óbitos a cada mil nascidos vivos. Em 2010, 6,34% das mulheres que tinha idade entre 10 e 17 tiveram filho, sendo 0,65% delas entre 10 e 14 anos 5,69% entre 14 e 17 anos e a taxa de atividade nessa faixa etária foi de 5,96%.
O número de crianças com idade inferior a 2 anos pesadas pelo Programa Saúde da Família era de 84,9%, estando 1,2% destas desnutridas. Em 2010, o Índice de Desenvolvimento Humano (IDH) de longevidade de Garanhuns era de 0,795, considerado médio. Segundo dados do Ministério da Saúde, entre os anos 1991 e 2011, 665 casos de AIDS, deste total, 228 casos foram diagnosticas em mulheres e 437 casos em homens. Entre 2001 e 2011, 13 007 casos de doenças transmitidas por mosquitos foram registradas, com 5 casos de malária, 105 de leishmaniose e nenhum caso de febre amarela.
A cidade conta com as seguintes unidades: Centro de Atenção Hemoterápica; um Centro de Atenção Psicossocial; um Centro de Apoio à Saúde da Família; Unidades Básicas de Saúde; Clínicas Especializadas (sendo duas públicas e cinco privadas); Consultórios Isolados (todos privados); Hospitais Especializados; cinco Hospitais Gerais (públicos, filantrópicos e privados); Policlínicas (filantrópica); Postos e Secretaria de Saúde; Unidade de Serviço de Apoio de Diagnose e Terapia (pública e privadas) e Unidade Móvel Terrestre. Entre um dos seus principais hospitais, estão: Hospital Regional Dom Moura, Hospital Municipal Santa Terezinha e o Hospital Infantil Palmira Sales.

### Educação
Indicadores

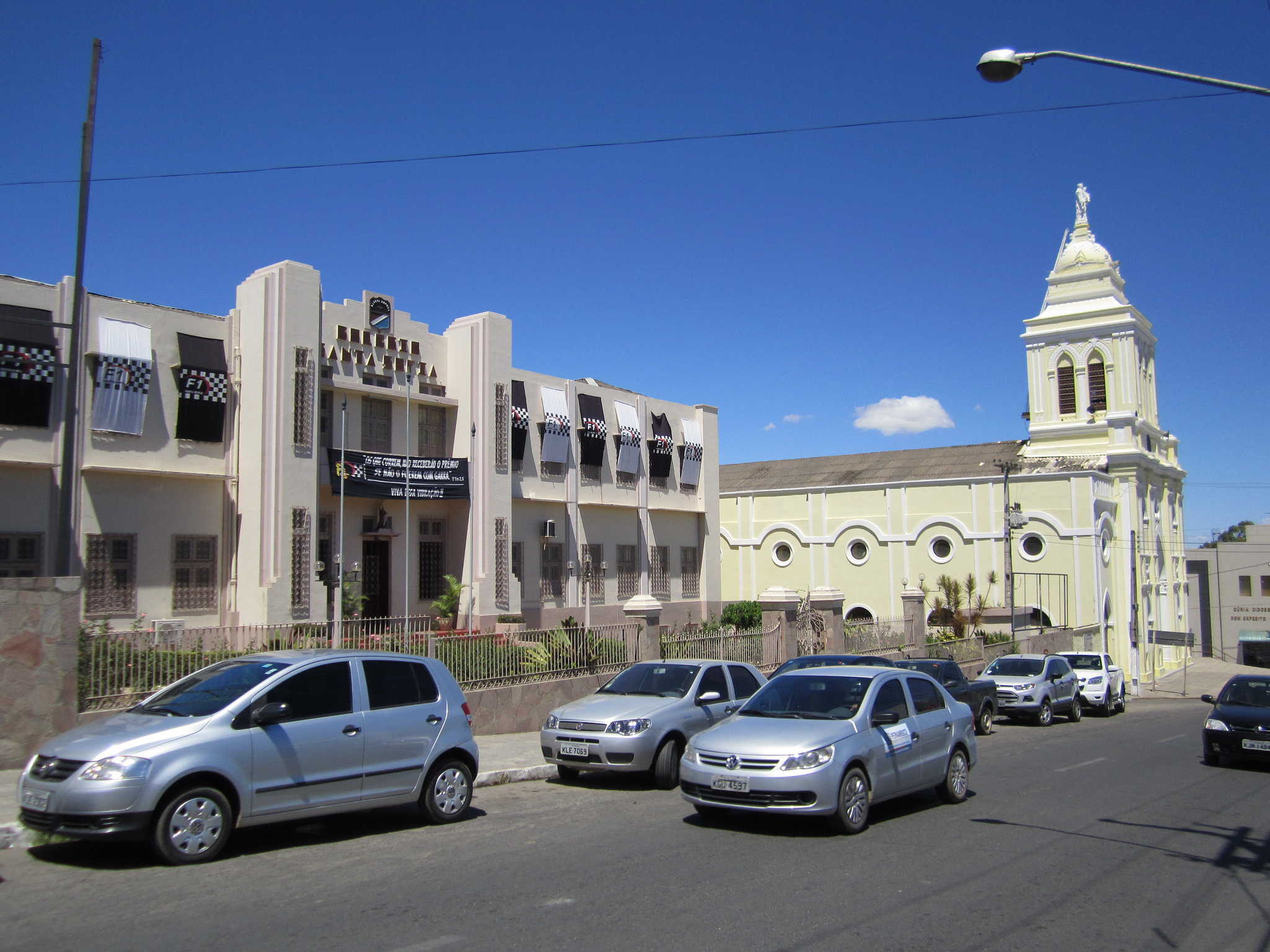
Colégio Santa Sofia, no Centro

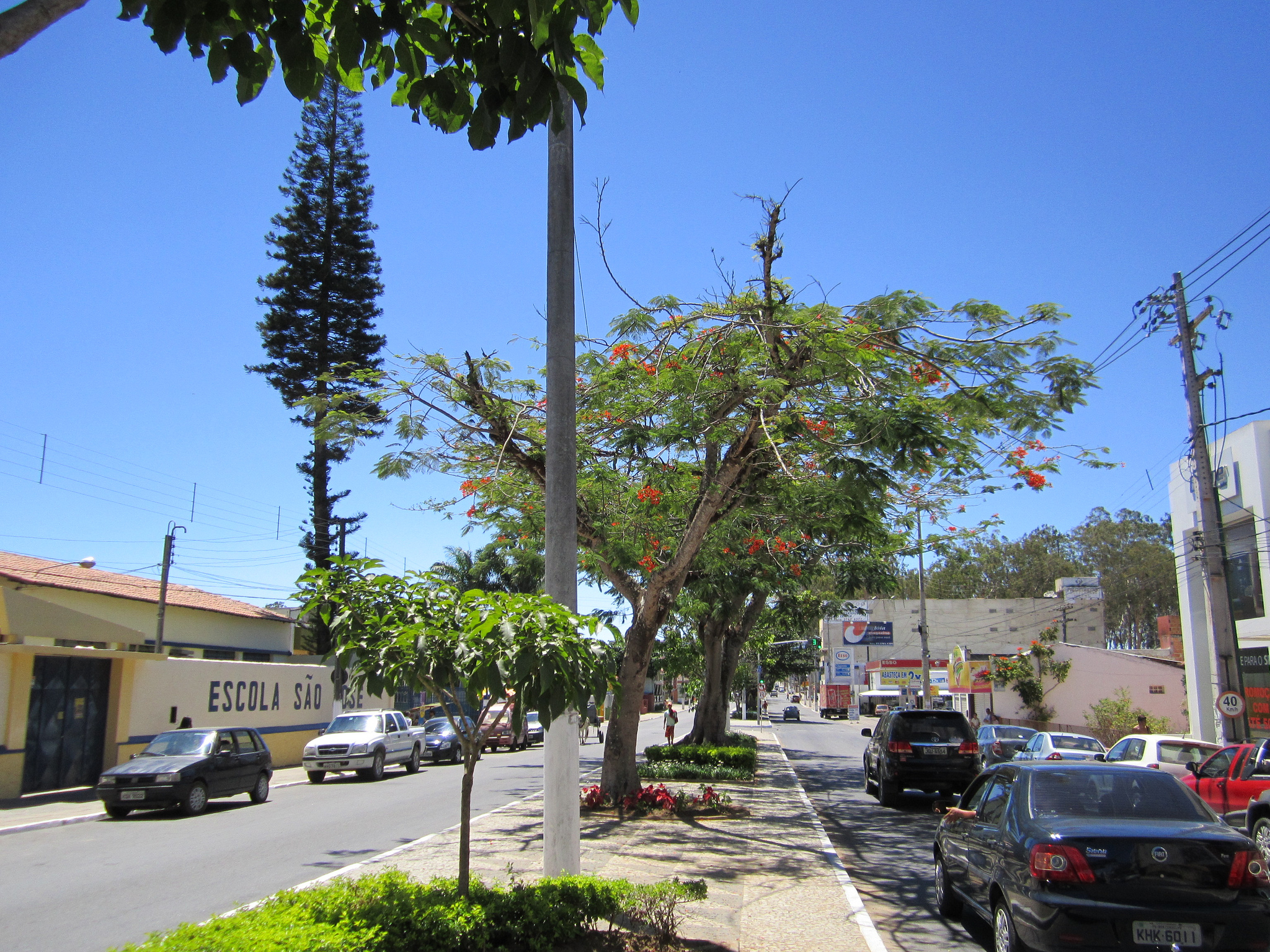
Escola São José, no bairro Heliópolis

No setor educacional, a nota obtida no Índice de Desenvolvimento da Educação Básica (IDEB) pelas escolas públicas de Garanhuns, em 2011, foi de 3,9 para os anos iniciais (5° ano) e de 3,5 para os anos finais (3° ano do ensino médio). O índice possui uma escala que varia de 0 a 10, sendo 4,0 a média dos anos iniciais em escolas do Brasil. O valor do Índice de Desenvolvimento Humano (IDH) referente à educação foi de 0,556, no ano de 2010.
Em 2010, 3,15% das crianças com idade entre seis e quatorze anos não estavam cursando ensino fundamental. A proporção de jovens com idade entre 15 e 17 anos com o ensino fundamental concluído foi de 43,0% e o percentual de alfabetização de jovens e adolescentes entre 15 e 24 anos era de 94,9%. A distorção série-idade dos alunos, que possuem idade superior recomendada à série, era de 21,4% dos alunos das séries iniciais e de 33,9% nos anos finais, chegando a 38,4% de defasagem no ensino médio. O percentual de habitantes maiores de 18 anos com ensino fundamental concluído era de 46,62%, e entre os habitantes com idade entre 18 e 20 anos o percentual era de 27,84%. Ainda em 2010, Garanhuns tinha 9,26 anos esperados de estudo.
Rede de ensino
De acordo com dados da amostra do censo demográfico de 2010, do total de habitantes, 42 095 frequentavam creches e/ou escolas. Do total desse valor, 892 frequentavam creches, 3 939 cursavam o ensino pré-escolar, 2 175 estavam na alfabetização, 341 na alfabetização de jovens e adultos, 22 408 no ensino fundamental, 1 497 na educação de jovens e adultos do ensino fundamental, 5 364 no regular do ensino médio, 1 345 na educação de jovens e adultos do ensino médio, 386 na especialização do nível superior, 3 647 em cursos superiores de graduação, 64 em mestrado, 36 em doutorado. O município totalizava, no ano de 2012, 33 635 matrículas nas instituições de ensino da cidade, sendo que das 111 escolas que disponibilizavam o ensino fundamental, 39 eram da rede privada, 15 da rede estadual e 57 da municipal. De todas as 19 escolas que ofereciam o ensino médio, quatro pertenciam à rede privada e 15 à rede estadual. Existe, também, como importante instituição educacional na cidade, o campus do Instituto Federal de Pernambuco (IFPE), unidade Garanhuns, ofertando cursos técnicos nas modalidades integrado e subsequente. Os cursos ofertados são: Eletroeletrônica, Informática e Meio Ambiente. Tais cursos abrangem, tanto estudantes da cidade quanto estudantes de cidades polarizadas por Garanhuns, contribuindo para o desenvolvimento tecnológico e ambiental da região do Agreste Meridional. No ano de 2017, o IFPE começou a ofertar, também, o curso superior em Engenharia Elétrica.
| Ensino pré-escolar | 3 691  | 194   | 75  |
| Ensino fundamental | 23 030 | 1 000 | 111 |
| Ensino médio       | 6 914  | 338   | 19  |

Ensino superior
Garanhuns dispõe de um campus de uma das principais universidades do estado, a Universidade de Pernambuco (UPE), que disponibiliza, na unidade, cursos de graduação para licenciatura em computação, licenciatura em letras, em matemática, em pedagogia, e em história. Além de contar com uma unidade da Universidade Federal Rural de Pernambuco, disponibilizando cursos de graduação em Agronomia, Ciências da Computação, Engenharia de alimentos, licenciatura em letras e pedagogia, Medicina veterinária e Zootecnia, oferecendo também cursos de pós-graduação: Mestrado em Sanidade e Reprodução de Ruminantes, Mestrado em Produção Agrícola e o Programa de Pós-graduação em Ciência Animal e Pastagens. O Campus IFPE possui o curso de Engenharia Elétrica. O município possui ainda a Faculdade das Ciências da Administração de Garanhuns - FAGA; a Faculdade de Direito de Garanhuns - FDG; a Faculdade de Ciências Exatas de Garanhuns - FACEG; a Faculdade de Ciências Sociais Aplicadas e Humanas de Garanhuns - FAHUG.

### Segurança pública e criminalidade

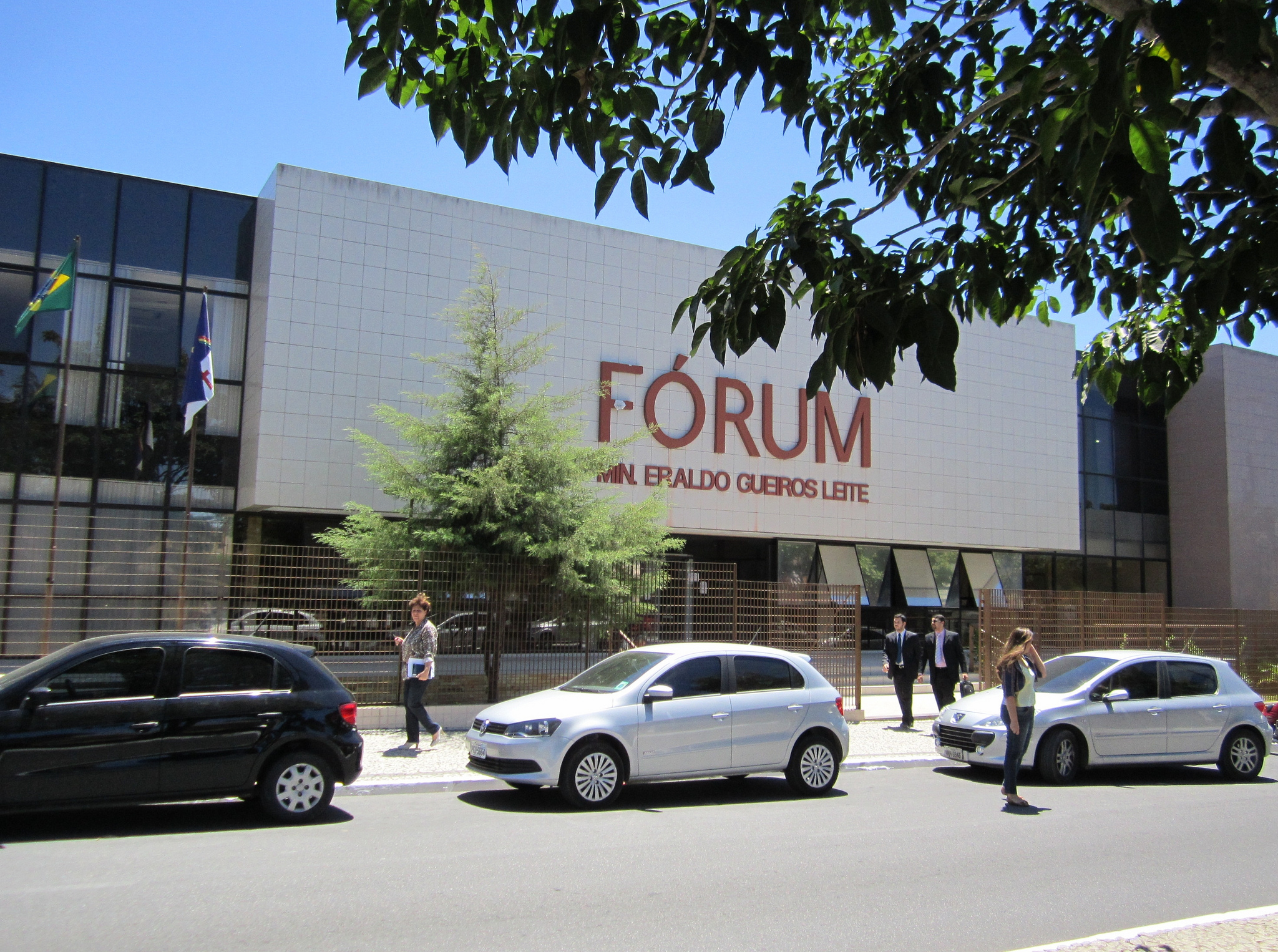
Fórum Ministro Eraldo Gueiros Leite

De forma quase generalizada no estado de Pernambuco, os índices de violência em Garanhuns são altos. No ano de 2012, a taxa de Crime Violento Letal e Intencional (CVLI) a cada 100 000 habitantes foi de 30,36, ocupando o 83° posto no ranking dos municípios mais violentos do estado. No ano de 2008, houve a notificação de 10 suicídios, tendo um índice de 7,7 suicídios a cada 100 000 habitantes, sendo o 618° do ranking nacional e o 15° na colocação do ranking estadual. Com relação ao número de acidentes de trabalho notificados no ano de 2008, foram registrados cerca de 46 casos, um índice de 35,3 a cada cem mil habitantes, estando na 349° colocação no ranking nacional e na quarta posição do ranking estadual.
O programa Pacto pela Vida foi criado pelo Governo do Estado de Pernambuco em 2007, quando o estado possuía uma das maiores taxas de Crimes Violentos Letais Intencionais (CVLI) a cada cem mil habitantes do país. Em 2007, o estado possuía uma taxa de CVLI de 55,0 a cada 100.000 habitantes. Após a criação do programa estadual Pacto pela Vida, com o objetivo de diminuir os altos índices de homicídios no estado, foi pactuada um conjunto de medidas junto à sociedade e em articulação permanente com o Poder Judiciário, o Ministério Público, a Assembleia Legislativa, os municípios e a União, para obter a queda nos números de morte violenta.

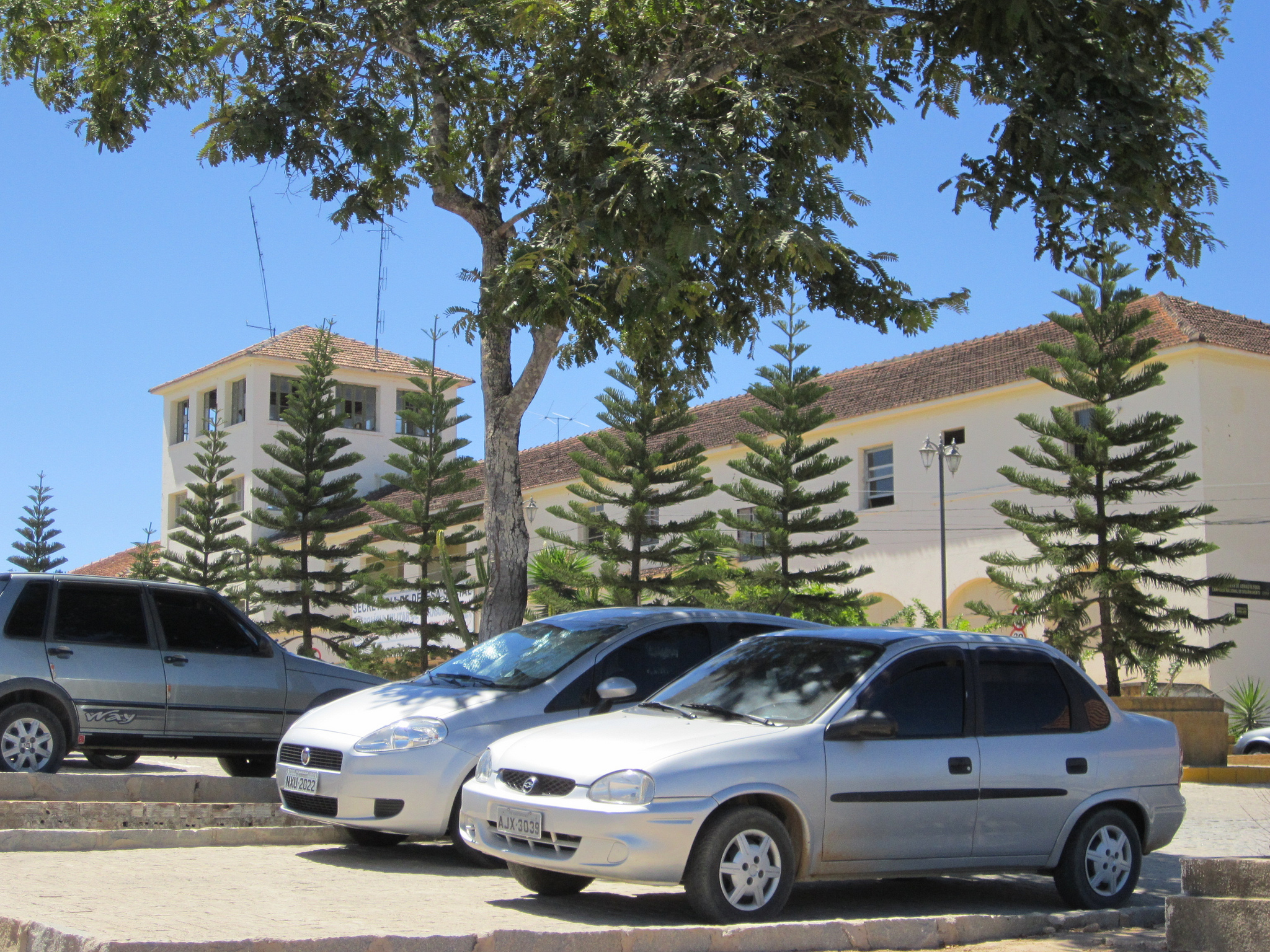
9.° Batalhão de Polícia Militar

No mês abril de 2013, o índice de CVLI havia caído e chegado aos 35,0, com uma redução de 20,0 mortes no índice. Em Garanhuns, o índice de homicídios a cada cem mil habitantes no ano de 2007 foi de 13,6, enquanto que no segundo trimestre de 2013, o número registrado foi de 6,78 homicídios.
Inaugurada em 2008, o Cadeia Pública de Garanhuns apresenta uma capacidade de comportar 60 homens, porém, funciona com aproximadamente 250 presos.
No início do ano de 2012, Garanhuns ficou conhecida internacionalmente por um crime bárbaro ocorrido no município. O professor Jorge Beltrão Negromonte da Silveira, na época com 50 anos, e Bruna Cristina Oliveira da Silva, com 25 anos, foram presos acusados de assassinar duas mulheres e praticar canibalismo com o corpo das vítimas. A notícia ainda ganhou mais urgência após descobrir-se que Isabel Cristina Pires da Silveira, uma vendedora de empadas, recheou os salgados vendidos com carne humana. Os autores da barbárie ficaram conhecidos como "Os Canibais de Garanhuns".

### Habitação, serviços e comunicação

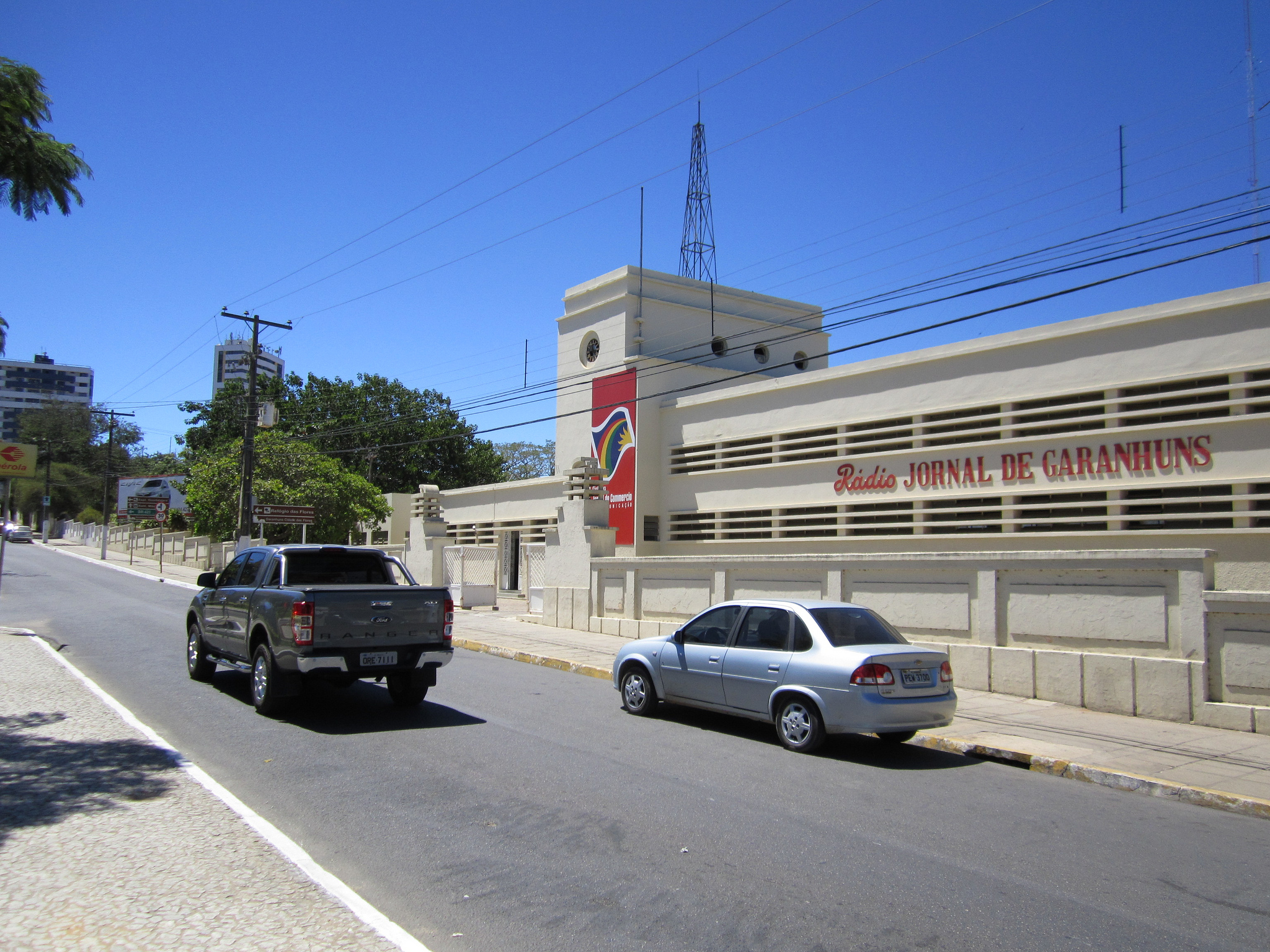
Rádio Jornal de Garanhuns

De acordo com o Instituto Brasileiro de Geografia e Estatística, em 2010 no município existiam cerca de 37 368 domicílios particulares permanentes, sendo 35 291 casas, 1 520 apartamentos, 425 casas de vila ou condomínios e 62 casas de cômodo ou cortiços. Do número total de domicílios particulares, 26 777 eram próprios, 25 924 próprio já quitados, 83 em fase de aquisição e 7 795 alugados. 445 domicílios foram cedidos por um empregador, 2 255 cedidos de outra forma e 96 foram ocupados de outra maneira. Grande parte do município conta com o fornecimento de água tratada, serviço de limpeza urbana, tratamento de esgoto, energia elétrica, telefonia fixa e móvel. No mesmo ano em que a pesquisa foi realizada pelo órgão, 31 155 residências tinham acesso á rede geral de distribuição de água tratada; 37 153 tinham acesso à energia elétrica fornecida pela companhia distribuidora; 33 292 recebiam o serviço de coleta de lixo e 35 140 domicílios possuía banheiro de uso exclusivo.
A companhia responsável pela distribuição de água potável e tratamento de afluentes em Garanhuns e em todo território pernambucano é a Companhia Pernambucana de Saneamento, a Compesa. Em outubro de 2013, Garanhuns recebeu aproximadamente R$100 000 000 milhões de reais em investimento advindos do Programa de Aceleração do Crescimento (PAC 2) na expansão do sistema de coleta e tratamento de águas residuais, a beneficiarem mais de 50 mil pessoas, incluindo também a ampliação de estações elevatórias (sistemas de bombeamento) e estações de tratamento.
A empresa responsável pelo fornecimento de energia elétrica em Garanhuns e em todos os 184 municípios pernambucanos (além do município de Pedras de Fogo, na Paraíba) é a Companhia Energética de Pernambuco, a Celpe. Cerca de 99,8 % dos domicílios de Garanhuns recebem o serviço de abastecimento elétrico. Dispõe-se ainda de serviços de acesso à internet discada e de banda larga (ADSL), sendo disponibilizados por vários provedores pagos e gratuitos. O serviço telefônico móvel e fixo é oferecido por diversas operadoras. O código de DDD de Garanhuns é 087 e o Código Postal do município vai de 55290-001 a 55299-999, de acordo com os Correios.
Existem vários canais nas faixas Very High Frequency (VHF) e Ultra High Frequency (UHF), sendo a maioria das emissoras sediadas em Caruaru (cidade-pólo da mesorregião). O município recebe o sinal da TV Jornal Interior (afiliada do SBT); e também o da TV Asa Branca, afiliada da TV Globo no agreste pernambucano) e que disponibiliza o canal em sinal digital. Garanhuns conta com vários jornais diários de circulação, alguns deles muito tradicionais no estado, como o Diário de Pernambuco e o Jornal do Commercio, além do Correio Sete Colinas e o Jornal Cidade.

### Transportes
Aeroviário
Pode-se contar com o Aeroporto Internacional Zumbi dos Palmares, em Maceió, capital do estado vizinho, que se situa mais próximo a Garanhuns. O terminal aeroviário mais utilizado pelos que partem e chegam à cidade é o Aeroporto Internacional do Recife, também conhecido como "Aeroporto dos Guararapes" ou "Aeroporto Gilberto Freyre", e está localizado no bairro da Imbiribeira, na zona sul da capital pernambucana, e distando 230 quilômetros do centro de Garanhuns, tendo a BR-232 como o principal acesso ao terminal. O aeroporto da capital pernambucana, que atende a maioria dos municípios do leste do estado, como as mesorregiões de Zona da Mata e Agreste, possui a melhor infraestrutura, a maior pista de pousos e decolagens, maior espaço físico e o mais avançado tecnologicamente da norte/nordeste. O aeroporto de Recife ainda é considerado o mais eficiente do país e o segundo da América do Sul, somente atrás do Aeroporto Internacional José Joaquín de Olmedo, em Guaiaquil, maior cidade do Equador.
Garanhuns ainda conta com um aeroporto regional, que atende apenas aeronaves fretadas e de pequeno e médio porte. A superfície da pista é feita de asfalto e tendo um comprimento de aproximadamente 1 254 metros, com cabeceiras 16/34 e uma altitude de 863 metros acima do nível do mar. Em 2012, a presidente da República, Dilma Rousseff, anunciou um pacote de recursos destinados ao setor aéreo, sendo a região nordeste a recebedora da maior parte desses recursos, o Aeroporto de Garanhuns foi contemplado, junto a maioria dos aeroportos estaduais, com investimentos e construção de novos terminais, porém, ainda no início de 2014 nada havia sido planejado.
Ferroviária e metroviária

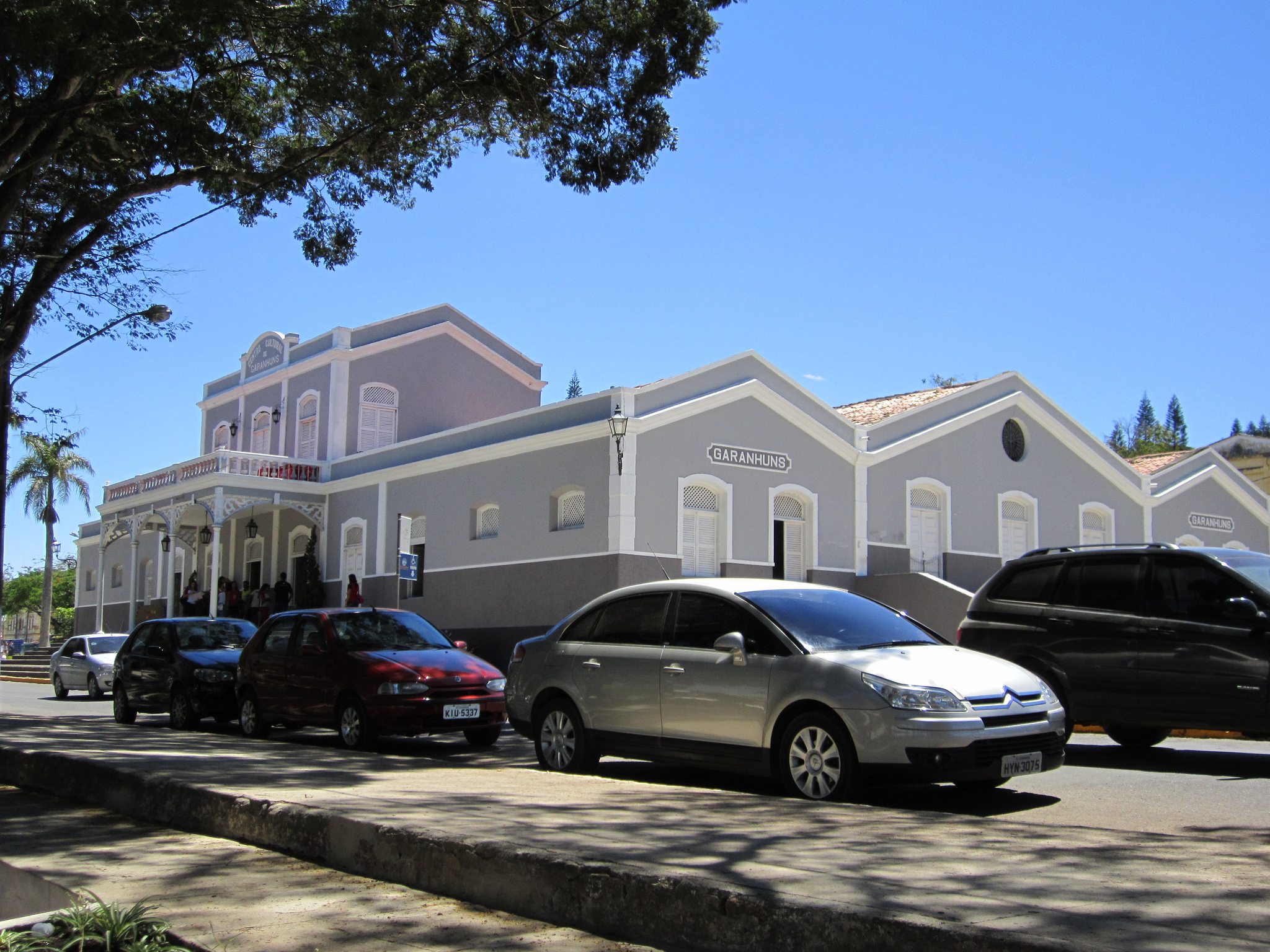
Centro Cultural Alfredo Leite Cavalcanti, localizado entre as Praças Dom Moura, Tiradentes e a Esplanada Guadalajara

A estação ferroviária de Garanhuns compunha a linha tronco sul, que conectou a cidade à capital do estado. Em 1894, após a construção da E.F Sul de Pernambuco, que ligou a estação Paquevira ao estado de Alagoas, a estação da cidade passou a figurar apenas como um ramal. A linha que seguia de Recife passava pelos municípios de São João, Angelim e Canhotinho, esta última cidade ganhando uma estação em 1885, dois anos e meio antes da linha férrea ser expandida até Garanhuns. A linha férrea, juntamente com a estação, foram inauguradas no dia 28 de setembro de 1887, ocorrendo uma grande festa na cidade, chegando a ser comparado com as antigas edições dos jogos olímpicos.
A construção da linha férrea favoreceu o rápido crescimento e desenvolvimento do comércio, de empresas exportadoras e escritórios, o aumento no número das feiras e a maior diversificação dos produtos ofertados. A rede hoteleira do município recebeu a maior parte dos investimentos nesta época, quando graças à melhora ao acesso à cidade, mais turistas passaram a visitar Garanhuns. A estação e a linha ferroviária de Garanhuns foram desativadas no ano de 1971, quando o então prefeito, Luiz Souto Dourado, anunciou a reforma e a transformação do local em um centro cultural. Surgiu então o Centro Cultural Alfredo Leite Cavalcanti, inaugurado no dia 27 de março de 1971. No ano de 1979, ainda houve o anúncio da construção do Teatro Luiz Souto Dourado, possuindo ainda diversas salas de exposições.
Rodoviário
O terminal rodoviário de passageiros de Garanhuns está localizado no bairro Heliópolis e está adaptado para receber pessoas portadoras de deficiência e/ou com mobilidade reduzida. A sua estrutura é básica, conta com banheiros, sendo masculinos e femininos, e estão localizados próximos ao guarda-volume e ao ponto de vendas de cartões. Dispõe também de um ponto de táxi que funciona 24 horas por dia e de quatro telefones públicos, localizados próximo aos sanitários. As principais viações que atuam no local, são: Cruzeiro, Guanabara, Itapemirim, Gontijo e Progresso.

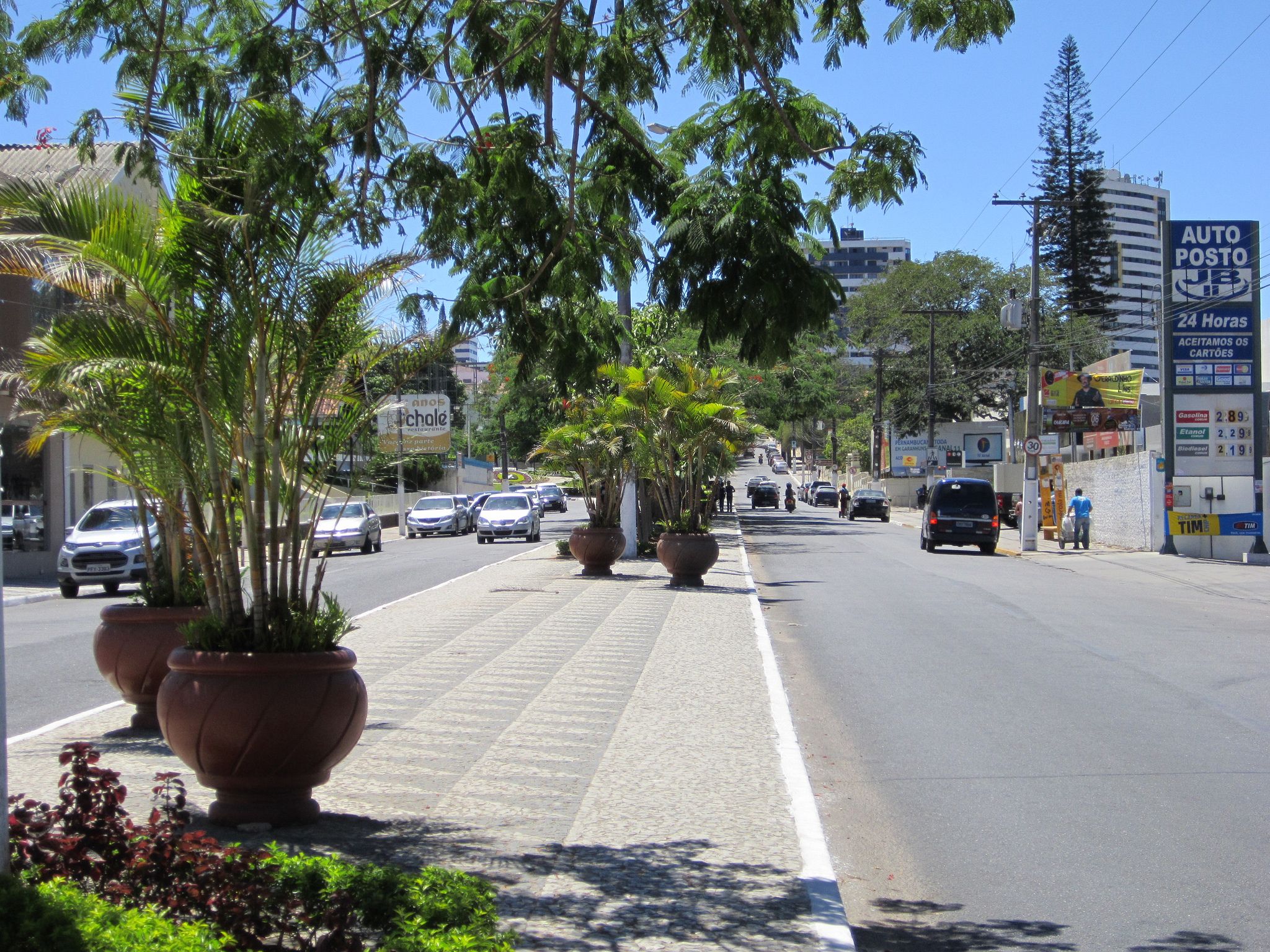
Em Garanhuns, vinte ruas e avenidas contavam com iluminação de LED no início de 2014.

Garanhuns está bem localizado quanto à disposição de rodovias, ligando o município às cidades vizinhas e à capital do estado, assim também como a outras cidades e capitais do nordeste. Suas principais ligações são realizadas pela BR-424, PE-177 e pela BR-423. Esta primeira tem seu início no município de Arcoverde (no sertão pernambucano) e tem seu fim na Região Metropolitana de Maceió em Alagoas (com um trecho ainda planejado pelo DNIT). A segunda, a PE-177, tem seu início em Garanhuns e seu fim no município de Quipapá (na zona da mata pernambucana). A última e o mais importante acesso, a BR-423, tem seu início na cidade pernambucana de Caruaru (BR-232), São Caetano, e atravessa toda a Microrregião de Garanhuns, terminando no município baiano de Paulo Afonso, tendo ainda um projeto para a ampliação da rodovia até à cidade de Juazeiro, no sertão baiano. No final do ano de 2013, foi anunciado que em julho de 2014 seria publicado o edital de licitação para a duplicação de 80 quilômetros entre os municípios de São Caetano e Garanhuns. A conclusão das obras estavam previstas para junho de 2016.
Urbano
A Autarquia Municipal de Trânsito e Transportes (AMTT) é a autarquia de esfera municipal de defesa social, trânsito e transportes responsável pela planejamento, disciplinamento, controle e fiscalização do trânsito, além do planejamento, organização, execução, fiscalização, avaliação e comando dos serviços de transporte público, tal como a segurança do cidadão e do patrimônio municipal, ações de defesa social, e a execuções de ações de defesa civil permanentes contra desastres naturais, antropogênicos e mistos. A cidade conta com algumas empresas que são responsáveis pelo transporte urbano de milhares de cidadãos e conecta a periferia da cidade ao centro. Duas das principais empresas que fazem esse transporte são: Viação Padre Cícero e a Coletivo São Cristóvão. De acordo com os dados do Instituto Brasileiro de Geografia e Estatística, em 2012, a frota do município era composta por 38 034 veículos, com 18 494 automóveis, 1 698 caminhões, 340 caminhões trator, 2 588 caminhonetes, 646 caminhonetas, 244 micro-ônibus, 11 067 motocicletas, 1 758 motonetas, 104 ônibus, nenhum trator de roda, 957 outros tipos de veículos.

## Cultura
A responsável pelo setor cultural da cidade de Garanhuns é a Secretaria Municipal da Cultura, que é o órgão competente por planejar e efetivar políticas de cunho cultural, em todas as suas dimensões e expressões, e tem como principal objetivo o apoio, a preservação e a difusão dos elementos que formam a identidade cultural, além de buscar incentivar o turismo no município a partir dos eventos desenvolvidos. A Secretaria Municipal do Turismo é a responsável por definir as diretrizes para o desenvolvimento econômico induzido pela atividade turística na cidade, além de planejar, organizar e executar as ações na área do turismo de forma conjunta às demais secretarias e instituições públicas e privadas.

### Personalidades
| Luiz Inácio Lula da Silva, atual presidente do Brasil, nasceu em Garanhuns, na área que hoje corresponde ao município de Caetés. |  | O senador Randolfe Rodrigues, natural de Garanhuns, mudou-se aos oito anos para o estado do Amapá. |  | Dominguinhos, um dos mais ilustres garanhuenses. |
| Luiz Inácio Lula da Silva, atual presidente do Brasil, nasceu em Garanhuns, na área que hoje corresponde ao município de Caetés. |  | O senador Randolfe Rodrigues, natural de Garanhuns, mudou-se aos oito anos para o estado do Amapá. |  | Dominguinhos, um dos mais ilustres garanhuenses. |

Garanhuns foi berço de muitos artistas e nomes que de alguma forma se destacaram por suas contribuições na arte, arquitetura, teatro, literatura, música e na política. Terra de nomes como o do escritor Luís Jardim; o músico Toinho Alves; a arquiteta Janete Costa, marcada por suas grandes contribuições no campo da arquitetura de interiores, design expositivo, design de produtos e por suas divulgações da arte popular e do artesanato regional; o sanfoneiro Dominguinhos; a jornalista e ex-deputada Cristina Tavares; o Monsenhor Adelmar; o engenheiro Ruber van der Linden, conhecido por ter elaborado e executado o Plano de Abastecimento de Luz e Água de Garanhuns e ter seu nome homenageado em um dos principais parques da cidade; e a atriz Lívia Falcão, conhecida por sua atuação em peças teatrais, novelas da Rede Globo e filmes nacionais de sucesso. Luiz Inácio Lula da Silva, presidente do Brasil, nasceu em Garanhuns, no então distrito de Caetés, que emancipou-se de sua sede 18 anos após o nascimento do político.
Entre os filhos garanhuenses mais ilustres está o cantor, compositor e instrumentista José Domingos de Morais, popularmente conhecido como Dominguinhos, que iniciou a sua carreira com apenas 6 anos, quando tocava pandeiro com seus irmãos Moraes (na sanfona) e Valdomiro (na zabumba) e formavam o trio "Três Pinguins". O trio se apresentava em feiras e pelas portas dos hotéis da cidade, até que em 1948 o cantor Luiz Gonzaga assistiu a uma de suas exibições e prometeu-lhe uma sanfona de presente caso um dia ele resolvesse ir à cidade do Rio de Janeiro. Em 1954, sua família se muda para o Rio de Janeiro, foi nesse momento em que Dominguinhos procurou Luiz Gonzaga para que fizesse cumprir a sua promessa. De posse da sanfona presenteada pelo Rei do Baião, o artista forma o Trio Nordestino, passando a apresentar-se em circos e arrasta-pés nas cidades do interior do estado do Rio de Janeiro. A partir do sucesso obtido, Dominguinhos passou a acompanhar Gonzaga em seus shows e gravações, alcançando graças à parceria, o seu apogeu na vida artística. Suas canções já foram interpretadas por cantores de nome do país, como Maria Bethânia, Gal Costa, Caetano Veloso, Elba Ramalho, Raimundo Fagner, entre outros. Fez parcerias com outros grandes artistas, como Nando Cordel, Gilberto Gil e Chico Buarque.

### Artes cênicas e eventos

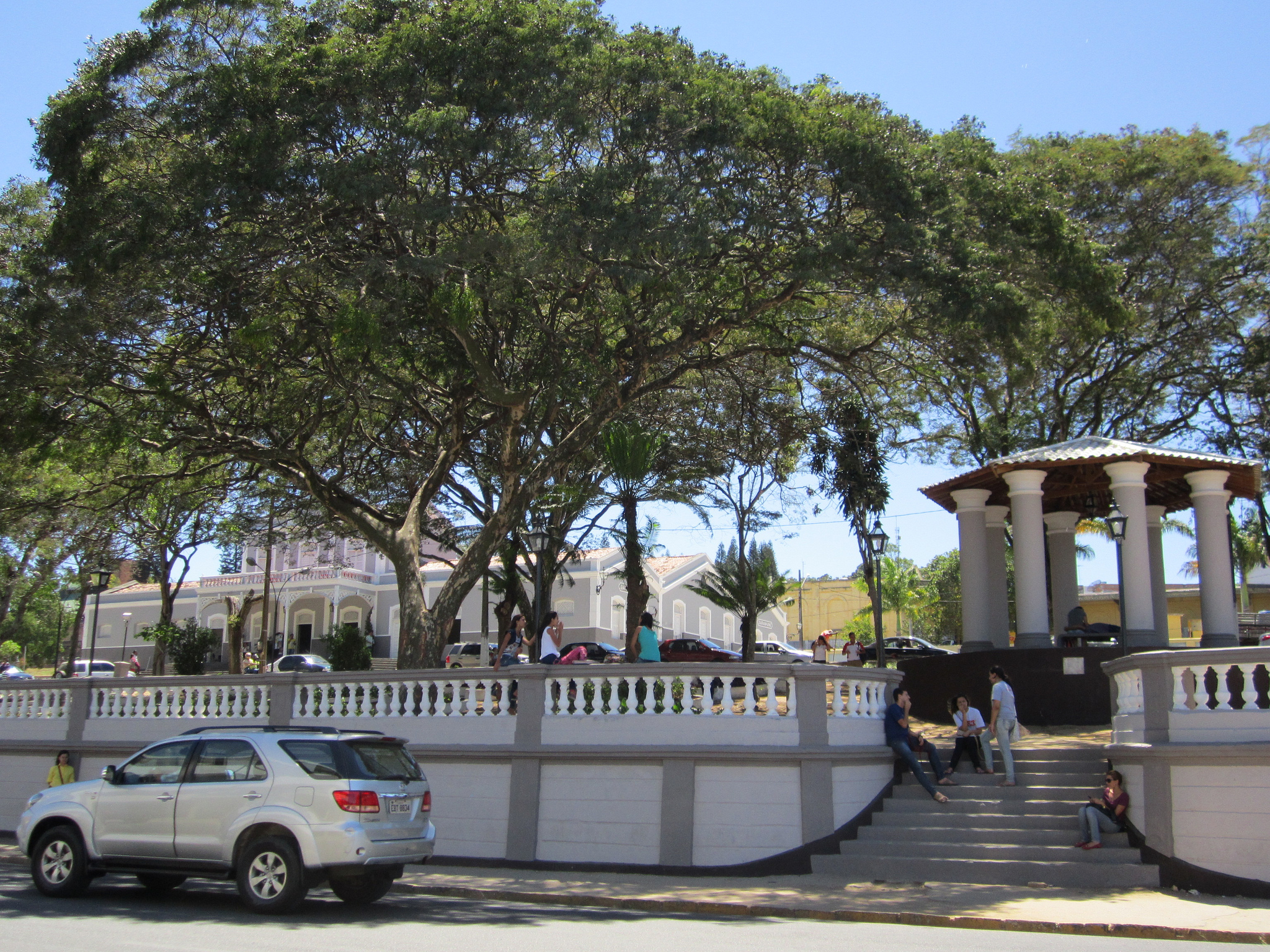
Praça Dom Moura

A cidade possui poucos espaços destinados às artes cênicas, sendo o Teatro Luiz Souto Dourado, localizado no Centro Cultural Alfredo Leite, o seu maior e mais antigo espaço. Porém, além do teatro mencionado, outros espaços servem como palco para os eventos artísticos realizados por entidades públicas e filantrópicas, como o Espaço Colunata, Espaço Luiz Jardim, Centro de Atividades do SESC Garanhuns e nas diversas praças e parques espalhados pela cidade.
Anualmente a Unidade de Serviço Social do Comércio (SESC), realiza o Festival SESC de Artes Cênicas de Garanhuns, neste evento a população conta com diversos espetáculos de dança, teatro, vídeo-dança, performances e ações formativas. A edição IV, no ano de 2013, foi marcado pela descentralização dos pólos culturais, que passaram a atuar também nos municípios que formam todo Agreste Meridional de Pernambuco, atendendo a cidades vizinhas a Garanhuns, tais como Saloá, Jupi e Canhotinho. As apresentações ocorrem também durante o período em que ocorre o Festival de Inverno de Garanhuns.
Desde 2004, é realizado anualmente na cidade o Festival de Jazz de Garanhuns, que foi criado como uma alternativa para os turistas que desejam passar o período carnavalesco no agreste pernambucano. No festival, se apresentam diversos músicos pernambucanos e brasileiros, além de bandas e artistas estrangeiros. Na 7ª edição do evento, o festival atraiu cerca de 30 mil pessoas à cidade, movimentando e gerando uma riqueza de aproximadamente R$ 2,5 milhões na economia municipal. Estima-se que o evento gere mais de 800 empregos diretos e 500 indiretos, além aquecer a rede hoteleira garanhuense, que é formada por 22 empreendimentos e que registra até 100% de ocupação durante este período.

### Atrativos
Festival de Inverno de Garanhuns

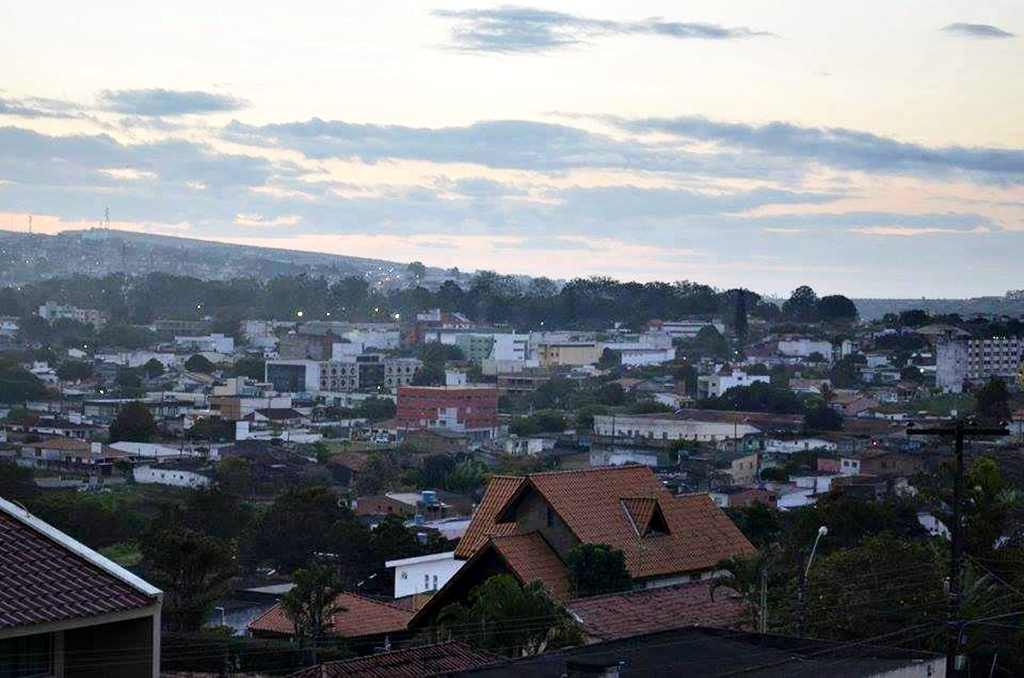
Vista parcial de Garanhuns

O Festival de Inverno de Garanhuns é o principal evento realizado no município e o maior festival de arte e cultura de Pernambuco, atraindo mais de 500 mil visitantes por ano e sendo o segundo mais importante atrativo do inverno pernambucano, após as festas juninas de Caruaru. No festival, a música, o cinema, as artes cênicas, a cultura popular e todas outras formas de expressão se encontram e movimentam o setor hoteleiro de Garanhuns entre os dias 17 e 26 de julho, desde o ano de 1990. O festival oferece aos turistas desde os grandes shows aos cortejos da cultural popular pernambucana e brasileira, do espetáculo teatral ao recital de poesias nas feiras livres, tendo toda riqueza e diversidade cultural abrangida. O festival atua além da divulgação da cultura: nele são postas em práticas várias ações de difusão e de formação cultural, sendo esta umas das principais características que consolidam o FIG como um período em que se culminam as políticas públicas desenvolvidas pelo governo pernambucano, tendo como o intermediário e organizadora a Secretaria de Cultura, a Fundarpe, e as instituições que contribuem para a realização do evento.
Nos dezessete polos de folia espalhados pela cidade, diversos grupos e artistas de renome, assim como estreantes patrimônios vivos e destaques da atualidade atraem milhares de turistas. Uma das principais praças da cidade, a Praça Mestre Dominguinhos (Esplanada Guadalajara), segue servindo de palco para artistas bastante admirados pelo país, tendo participação de cantores como Vanessa da Mata, Luiz Caldas, Zé Ramalho, Fábio Júnior, Alceu Valença, Ângela Maria, Otto, Marcelo Jeneci; e bandas como Titãs e Nação Zumbi. A programação é apresentada em períodos diurnos, oferecendo aos visitantes espetáculos de circo, amostras literárias, de cinema e fotografia, apresentação da arte popular, exposição de artesanato, artes visuais, design e moda, também oficinas e debates culturais.
Festival de Jazz de Garanhuns
Criado em 2007, o Festival de Jazz de Garanhuns (FJG) surgiu como uma alternativa mais tranquila durante o período carnavalesco. O evento é realizado nos mesmos dias em que ocorrem os tradicionais blocos de rua em cidades como Recife e Olinda, e oferece, ao visitante, diversos shows em palcos descentralizados, workshops e oficinas musicais, proporcionando conforto e horários democráticos. No período em que se realiza o festival, aproximadamente 30 mil visitantes chegam à cidade, injetando cerca de 2,5 milhões de reais na economia do município. Estima-se que o festejo gere cerca de 800 empregos diretos e 500 indiretos.
A rede hoteleira garanhuense, que é constituída por 22 empreendimentos, entre hotéis e pousadas, atinge até 100% de ocupação durante o evento. Além da rede hoteleira, existe a Associação de Pais e Amigos Excepcionais (APAE), que oferecem serviço de hospedagem (do tipo albergue) a baixo custo. A superestrutura do festival é planejada com o intuito de manter o conforto e a segurança dos espectadores. Nos palcos, a área reservada aos shows possuem cobertura e iluminação especial, contando com mesas e cadeiras de uso gratuito. Conta-se também com minipraças de alimentação formadas pelos mais movimentados bares e restaurantes da cidade.
O FJG é considerado um dos maiores festivais de jazz e blues do país, recebendo elogios de bandas musicais e críticos de várias partes do mundo. Nos anos de 2008 e 2009, o festival foi pioneiro, vencendo o II Prêmio Mestre Salustiano, que é concedido pelo governo pernambucano aos mais notáveis trabalhos que fomentam o turismo nos municípios pernambucanos.
Festival Viva Dominguinhos
Criado em 2014, o Festival Viva Dominguinhos, o evento normalmente é realizado no fim do mês de abril de cada ano, podendo estender-se ao início de maio, mas sempre de quinta a sábado. "O evento é em homenagem ao cantor e compositor Dominguinhos, que nasceu e foi sepultado em Garanhuns, e conta com apresentações de artistas nacionais e locais". É organizado em parceria entre a Secretaria de Turismo e Cultura e a Prefeitura Municipal de Garanhuns. O evento conta com grandes nomes da Música Popular Brasileira que se apresentam no Palco Praça Mestre Dominguinhos e também conta com shows e rodas de sanfona no Espaço Colunata, além de workshops. O público estimado para a noite de sexta e sábado é de 60 mil pessoas. É mais um grande atrativo da cidade.
Arquitetura e monumentos

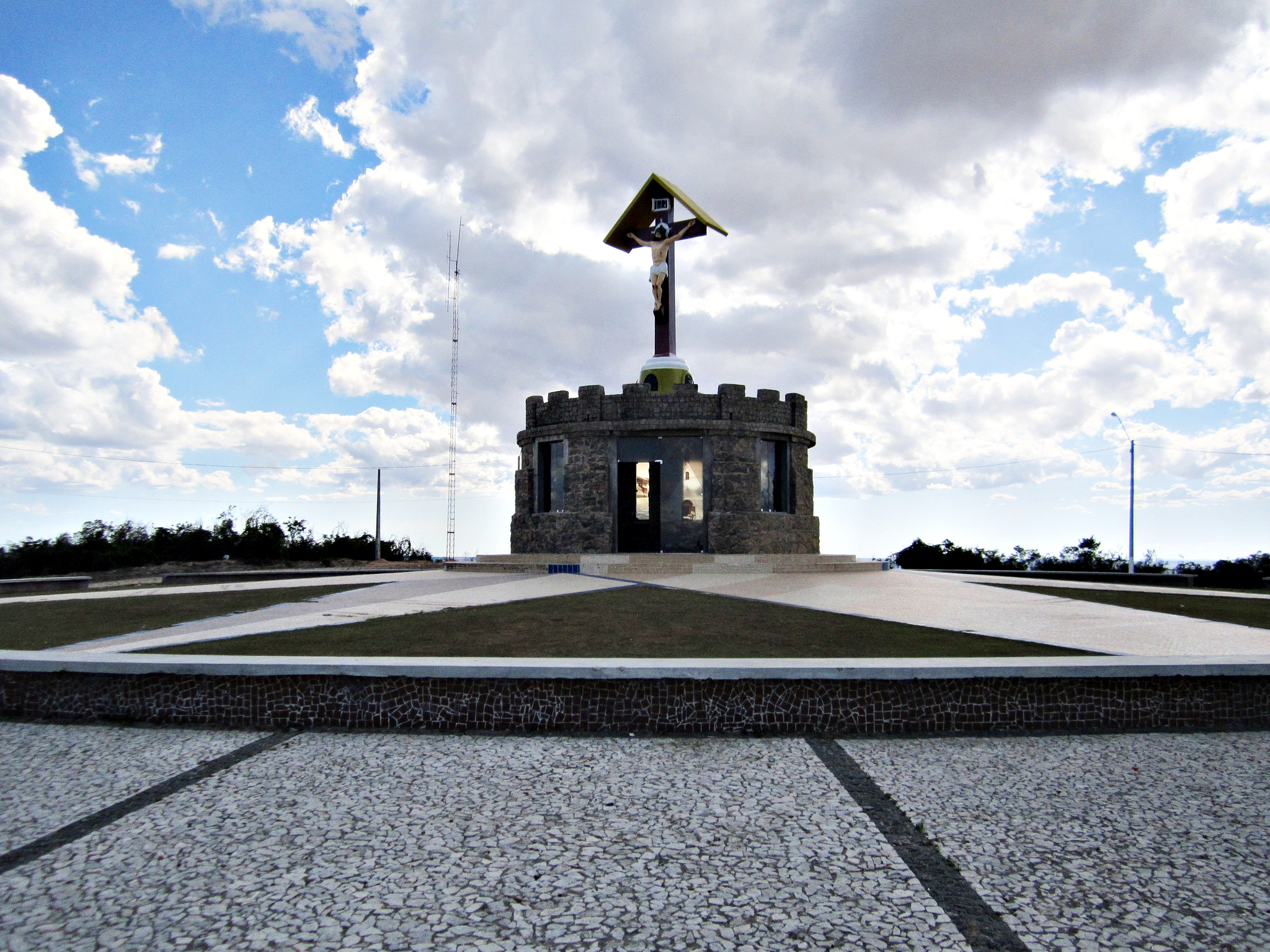
Cristo do Magano

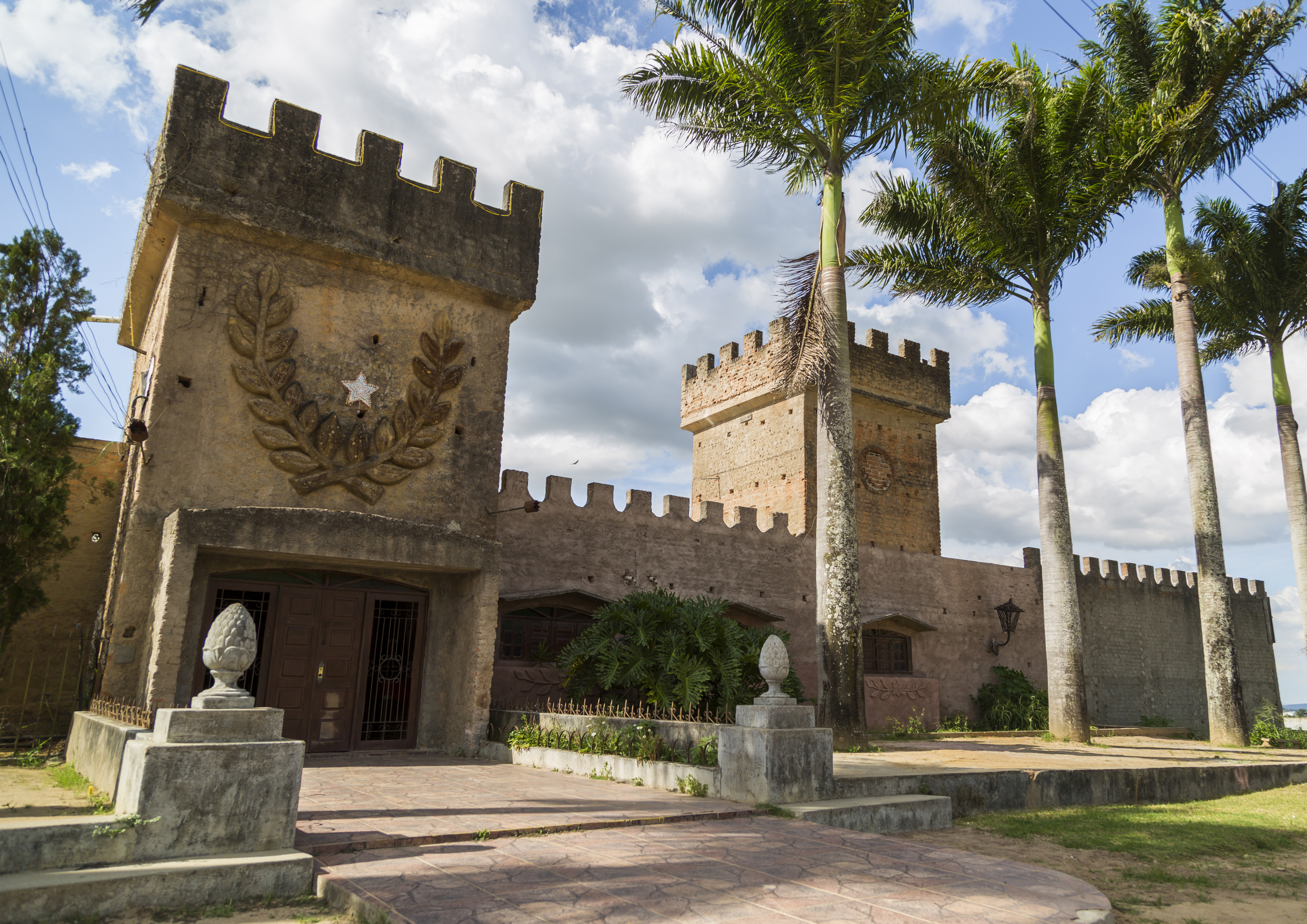
Castelo João Capão

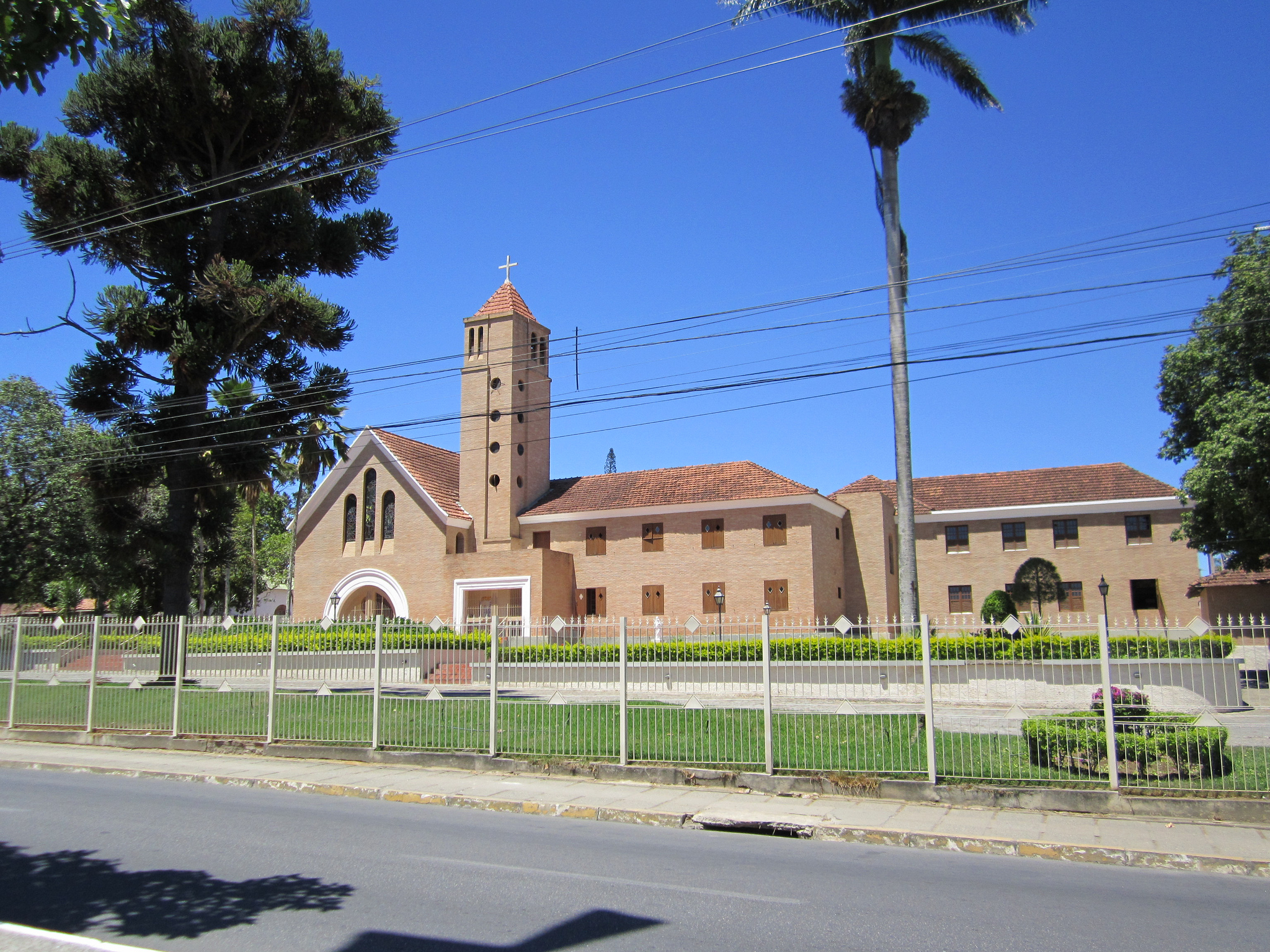
Seminário São José

A cidade de Garanhuns é um importante rota para o público religioso, possuindo desde esculturas cristãs a igrejas de ricos traços arquitetônicos. Um bom exemplo disso é a réplica da via-sacra, construída no Alto do Columinho, e sendo composta por 15 estações ilustradas que perfazem todo o trajeto até um santuário formado por duas paredes perpendiculares, tendo a imagem de Jesus Cristo crucificado ao centro. Do alto onde se localiza o monumento, ainda pode-se ter uma visão panorâmica da cidade. Ainda entre as sete colinas que circundam Garanhuns, está o Cristo do Magano, uma escultura que representa a crucificação de Cristo, construída por Renato Pantaleão no ano de 1954. O local coincide com o ponto culminante do município, com uma altitude de 1 030 metros acima do nível do mar. O Cristo do Magano é considerado a imagem cristã de maior altitude do país, se for levado em consideração a sua relatividade com o nível do mar.
Com as obras iniciadas em 1957, e concluídas em 8 de dezembro de 1962, a Igreja Nossa Senhora do Perpétuo Socorro teve seu traçado arquitetônico desenhado pelos engenheiros Albert Reithler e Pierre Reithler, tendo a ajuda de milhares de garanhuenses anônimos na doação de materiais de construção e mão de obra. As formas da igreja ainda passaram por aperfeiçoamentos após a construção. Situado na região central da cidade, o Seminário São José atualmente funciona como uma casa de abrigo para seminaristas da Congregação Diocesana, construída em 1926 e apresentando rica arquitetura, o Seminário cumpre rigorosamente as missas programadas. Ainda na região central, encontra-se o Mosteiro de São Bento, erguido com a mesma arquitetura dos antigos mosteiros beneditinos, tendo como principais elementos os vitrais e o painel, nos quais estão representando o Apocalipse. O mosteiro ainda abriga uma fábrica de hóstias e de produtos artesanais.
Iniciado em 1914, o Movimento Apostólico de Schoenstatt foi criado por jovens cristãos durante a Primeira Guerra Mundial. Ao movimento houve a adesão de homens, mulheres, jovens, casais e sacerdotes, todos munidos do mesmo propósito: colaborar com a renovação religiosa e moral do mundo. A este movimento, ainda que tardio, foi dedicado a construção do Santuário Mãe Rainha no ano de 2002, tendo suas obras concluídas em 2004. O local é muito visitado por religiosos de todo o mundo e é administrado pelas Irmãs de Maria de Schoenstatt. Entre outras importantes construções está o Castelo João Capão, que nada mais foi que a realização do um desejo de infância do seu proprietário.

## Esportes
A cidade de Garanhuns tem a segunda maior importância esportiva do agreste pernambucano, atrás apenas de Caruaru. Apesar de possuir poucos clubes de futebol, entre eles a Associação Garanhuense de Atletismo (AGA) e o Sete de Setembro Esporte Clube, que chegaram a disputar e, inclusive, a lograr um título no Campeonato Pernambucano - Série A2 de 1995.
O Estádio Marco Antônio Maciel, também conhecido como "O Gigante do Agreste", é o principal e a maior praça esportiva do município, tendo o seu nome homenageado o senador Marco Maciel, que foi deputado estadual, federal e governador do estado de Pernambuco, além de vice-presidente do Brasil nos dois mandatos de Fernando Henrique Cardoso. O estádio passou a ser conhecido nacionalmente quando em 2003 sediou uma partida pela Série B disputada entre Sport e Palmeiras. O campo, localizado no bairro Indiano, tem a capacidade de acomodar 7 000 pessoas, sendo 1 500 em cadeiras cativas cobertas.
Todo ano, a TV Asa Branca, retransmissora da Rede Globo na região, e alguns parceiros realizam a Copa TV Asa Branca de Futsal. O ginásio do SESC, nas proximidades do pátio da Feira da Sulanca (em Caruaru) é sede de algumas partidas que envolvem seleções de futsal de várias cidades importantes da Zona da Mata, Agreste e Sertão, como Palmares, Catende, Bezerros, Santa Cruz do Capibaribe, Belo Jardim, Caruaru, Lajedo, Arcoverde e Serra Talhada.

## Feriados
Em Garanhuns, existem quatro feriados municipais, pois de acordo com o Projeto de Lei n.º 41/2013, do gestor municipal Izaías Régis, foi extinto o dia da emancipação do município, que era comemorado no dia 10 de março, sendo criado o "Dia de Garanhuns", celebrado no segundo domingo de março. Ainda tem-se oito feriados nacionais e um estadual, como também alguns pontos facultativos. Os feriados municipais são a Sexta-feira da Paixão, em abril; o dia do padroeiro Santo Antônio, em 13 de junho; o dia de São João, em 24 de junho; e o dia de Corpus Christi. No segundo domingo de março comemora-se o "Dia de Garanhuns", substituindo a data da emancipação. Em dois de março é comemorado, porém facultativamente, a Data Magna de Pernambuco, criada em memória ao movimento separatista da Revolução Pernambucana de 1817.

### Anexos
- Lista dos cem municípios mais populosos do Brasil
- Lista de municípios de Pernambuco
- Lista de municípios de Pernambuco por população
- Lista de municípios de Pernambuco por IDH